# Flora apícola

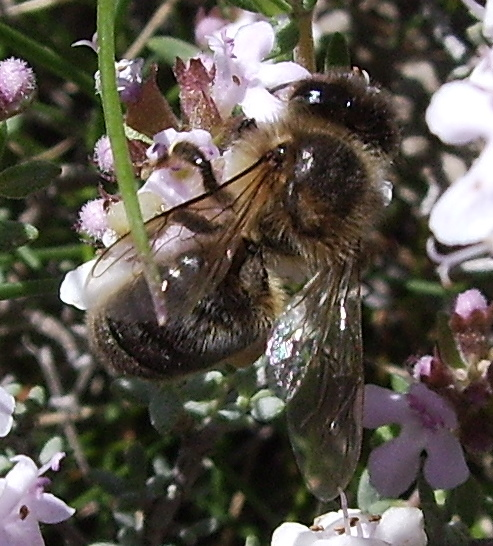
La farigola és una planta mel·lífera important

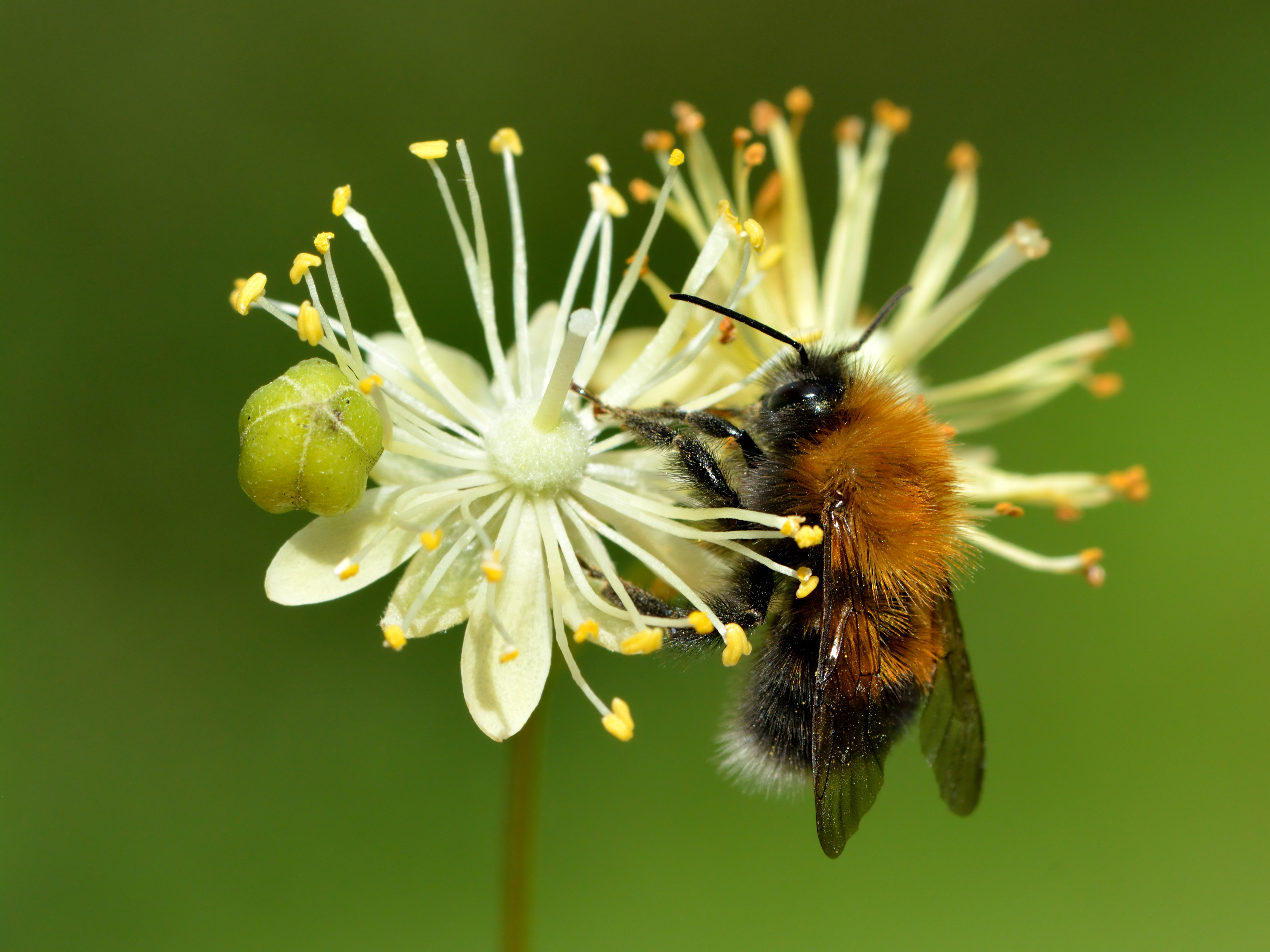
Tilia cordata

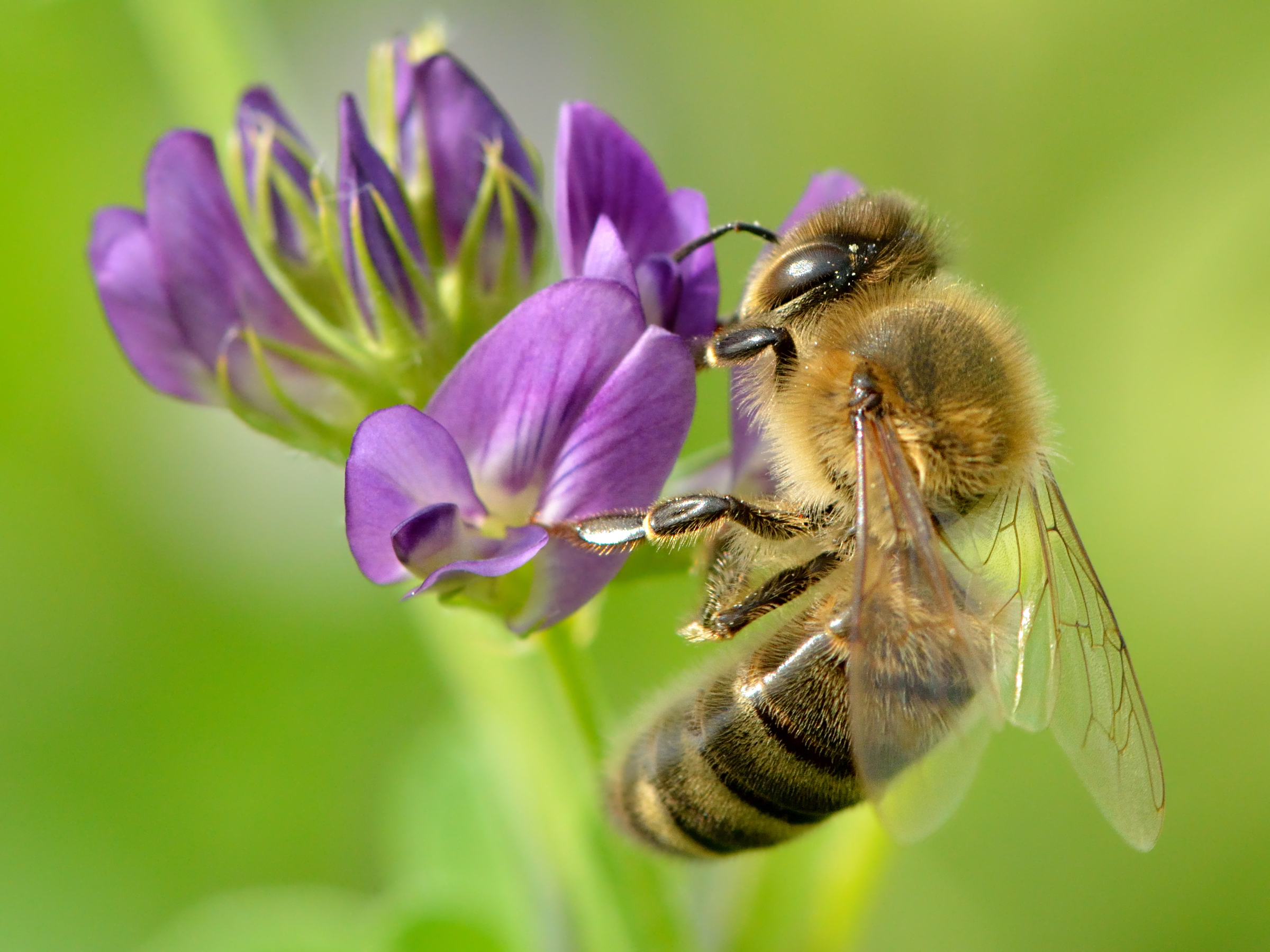
Medicago sativa

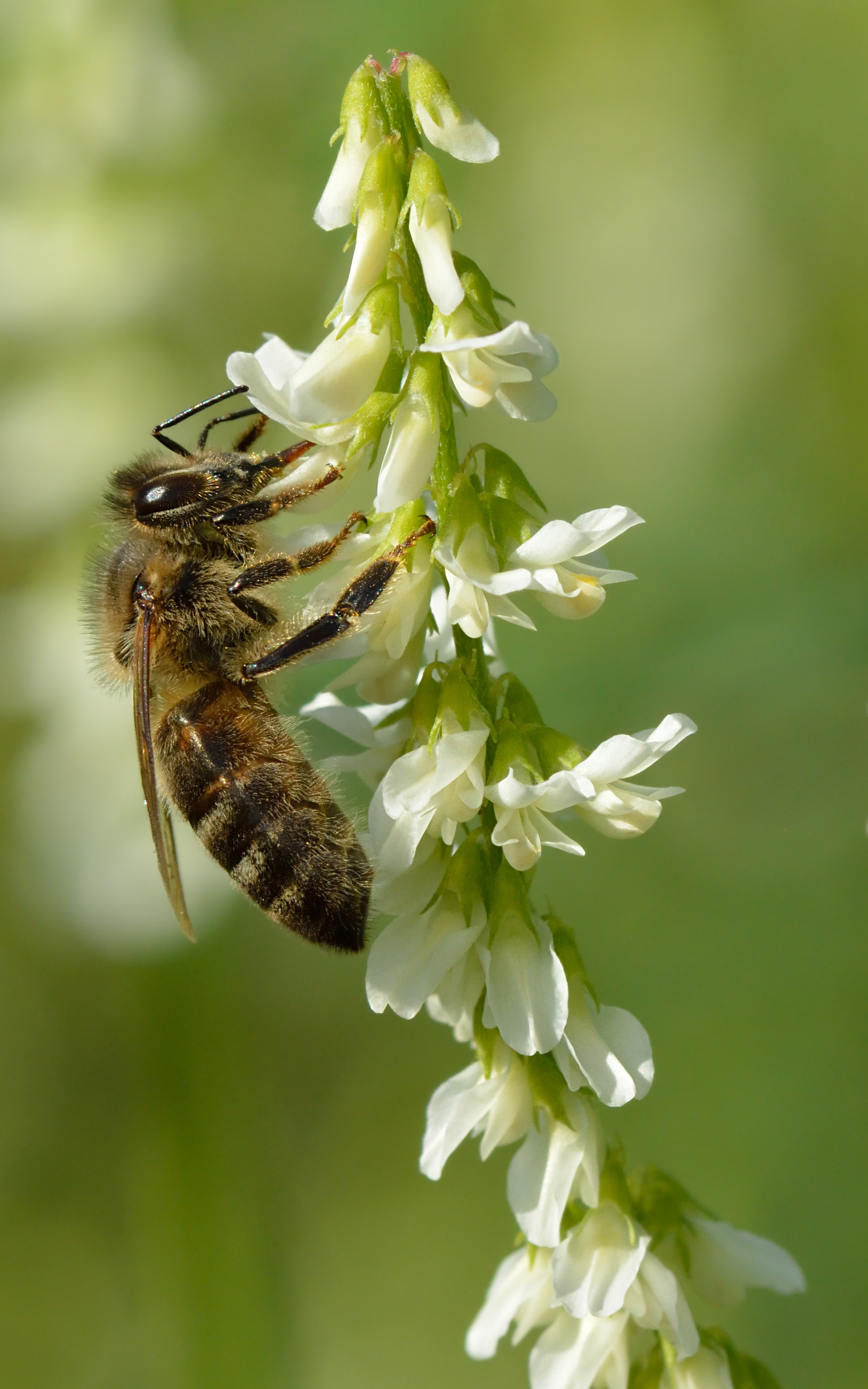
Melilotus albus

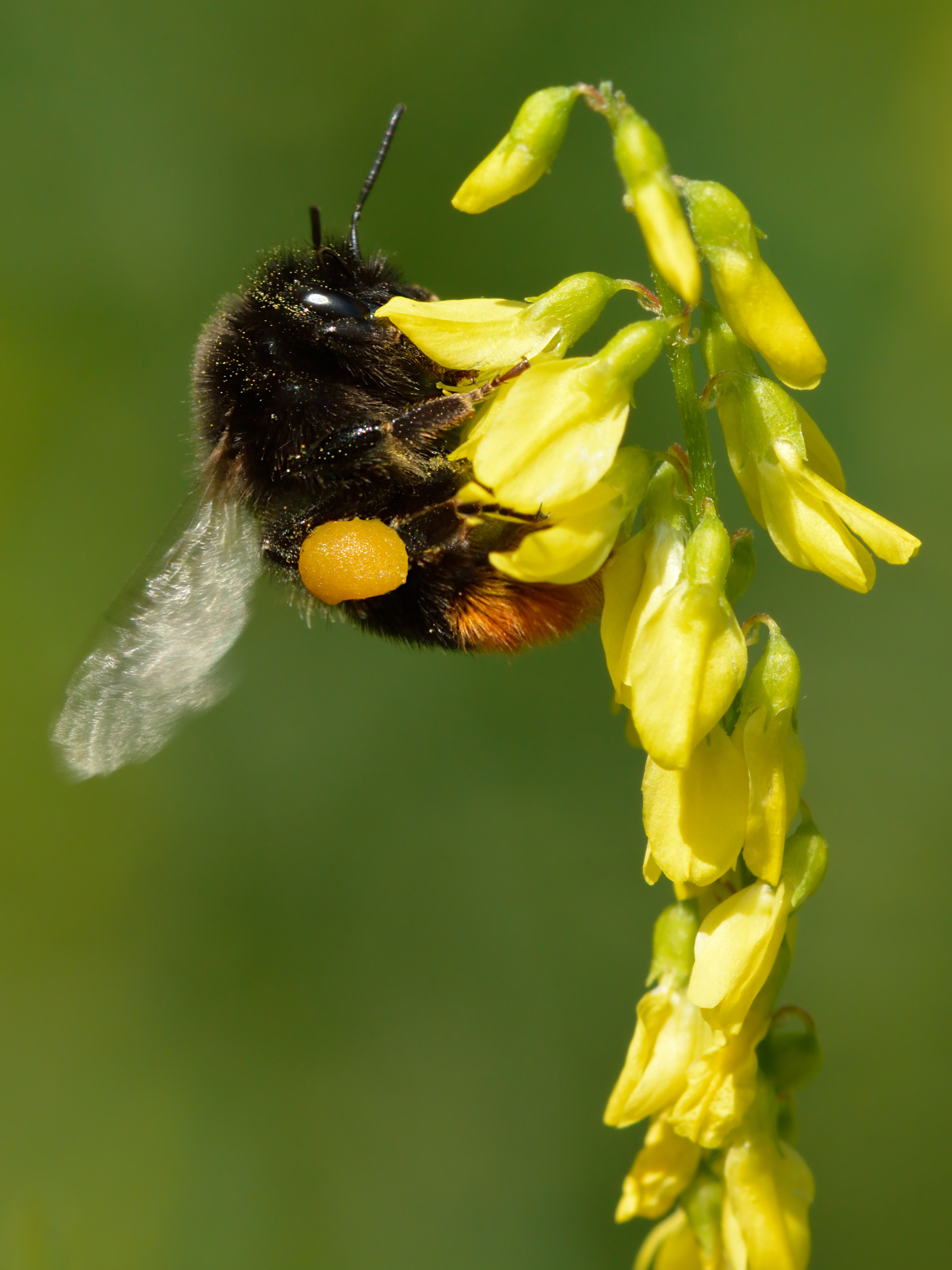
Melilotus officinalis

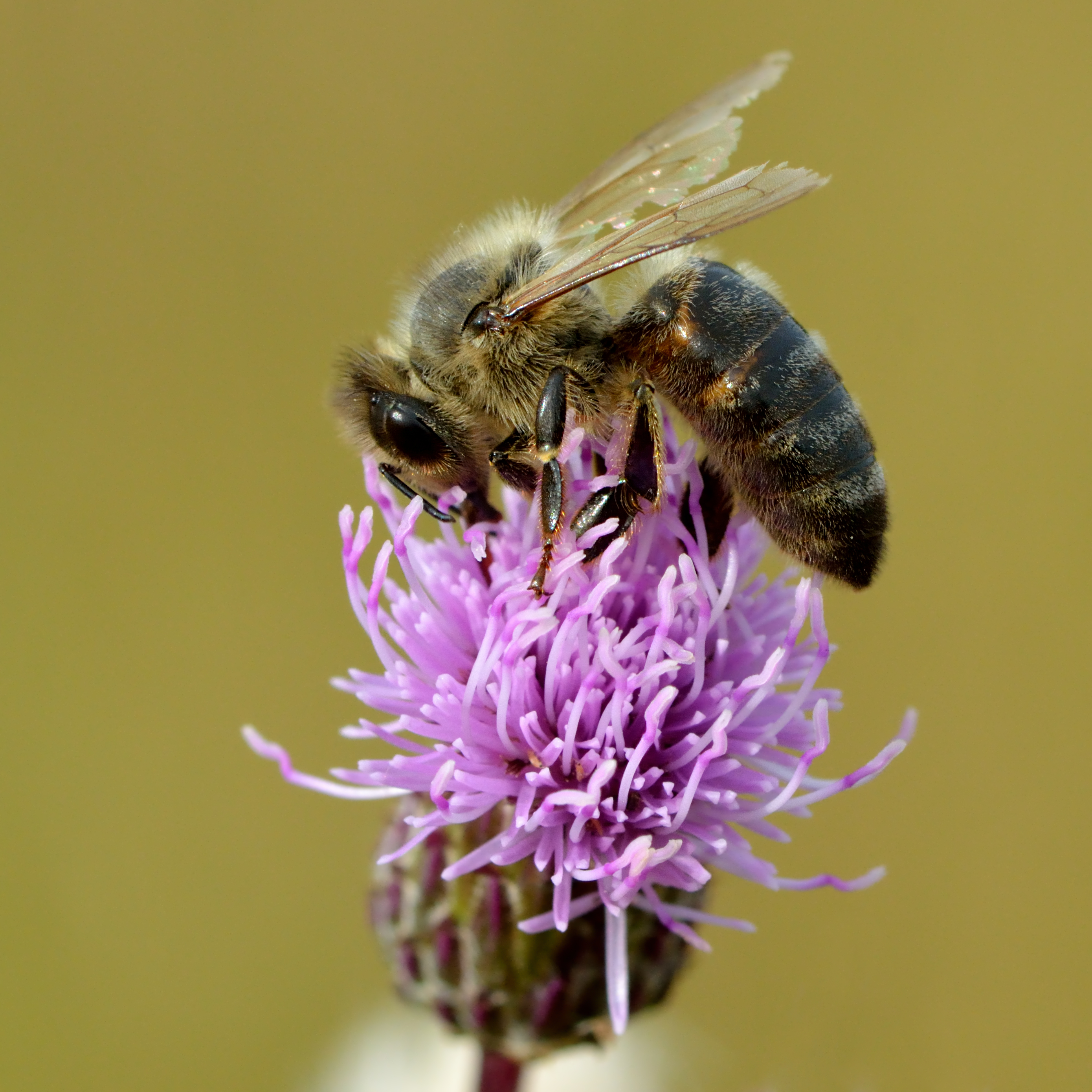
Cirsium arvense

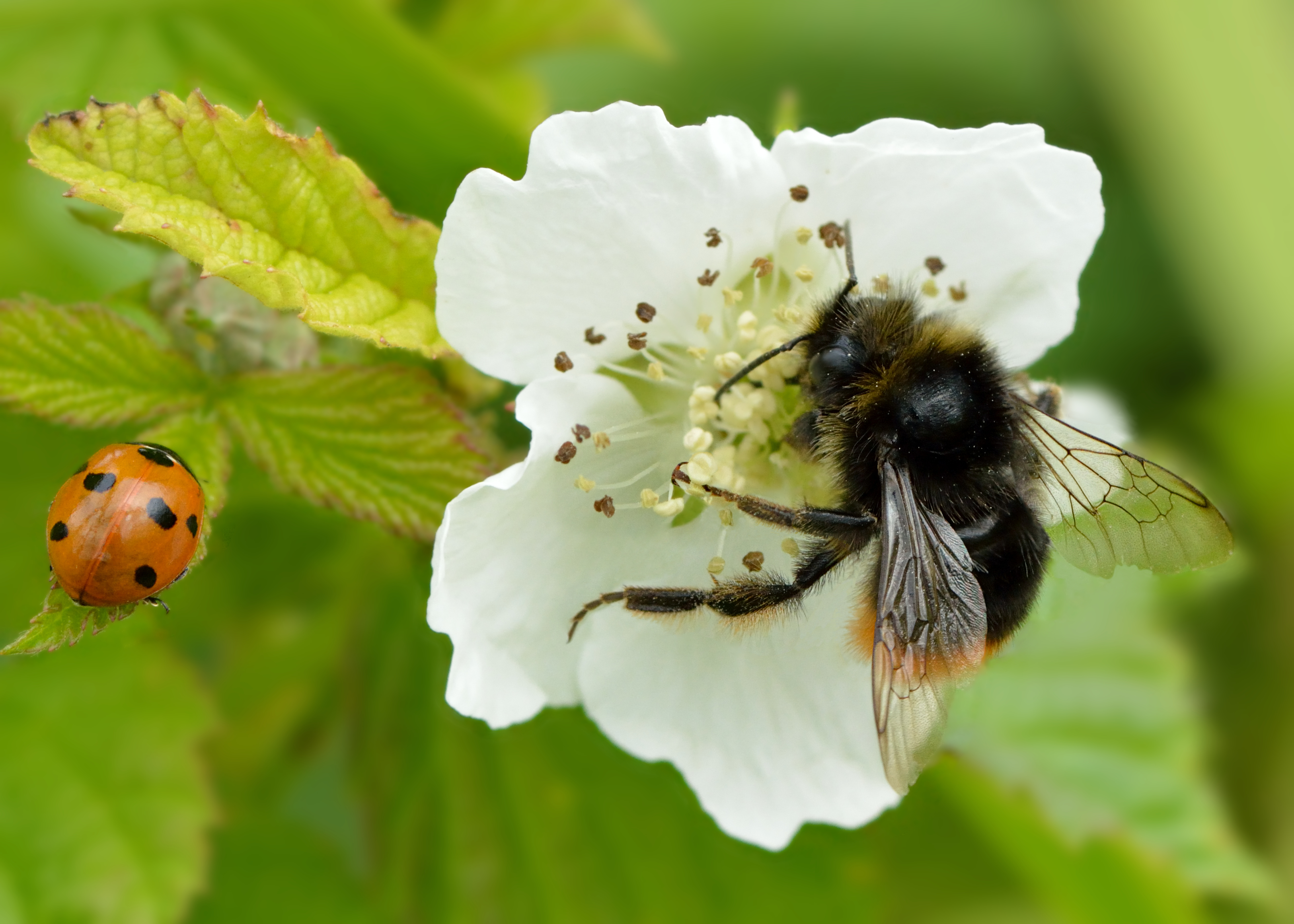
Rubus caesius

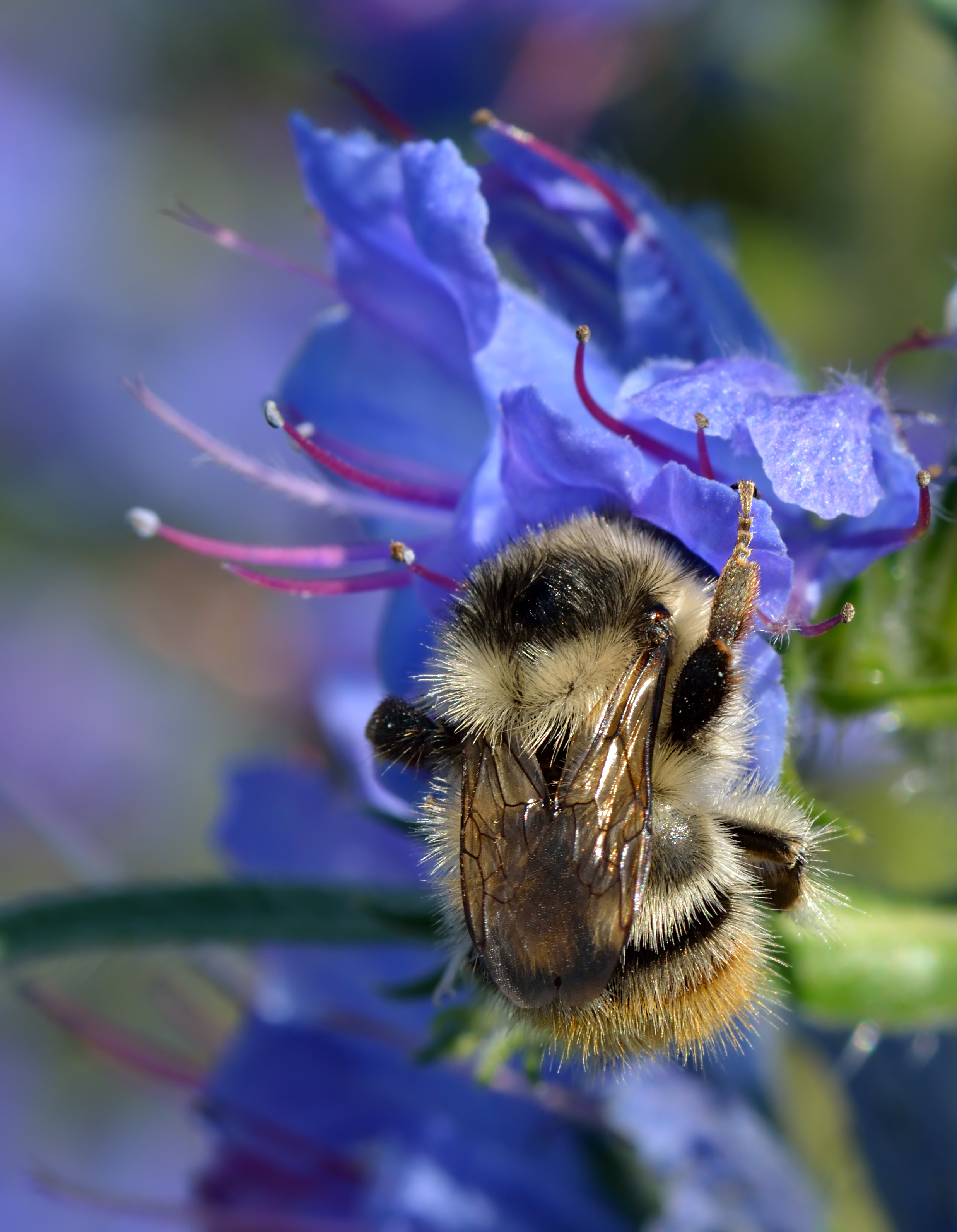
Echium vulgare

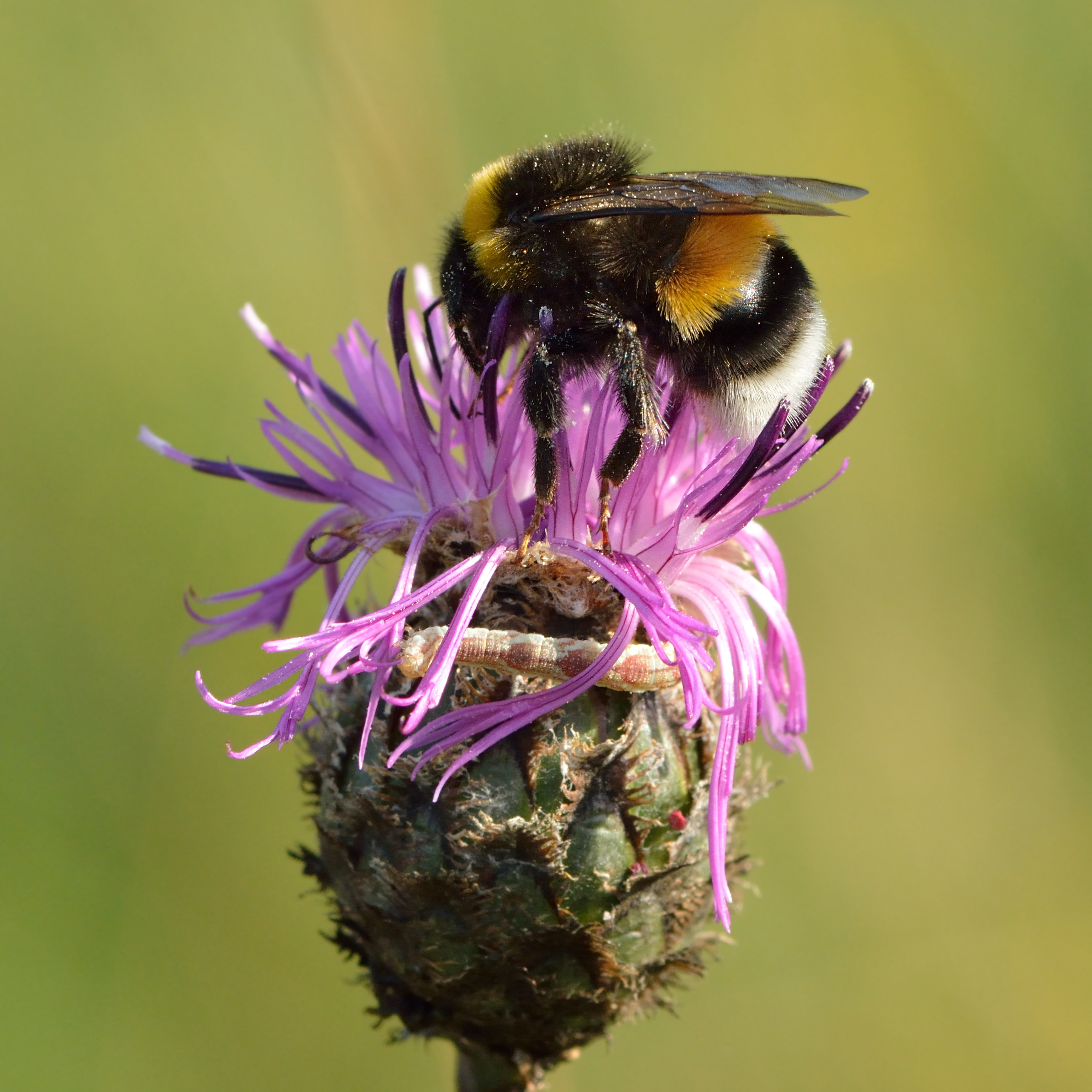
Centaurea scabiosa

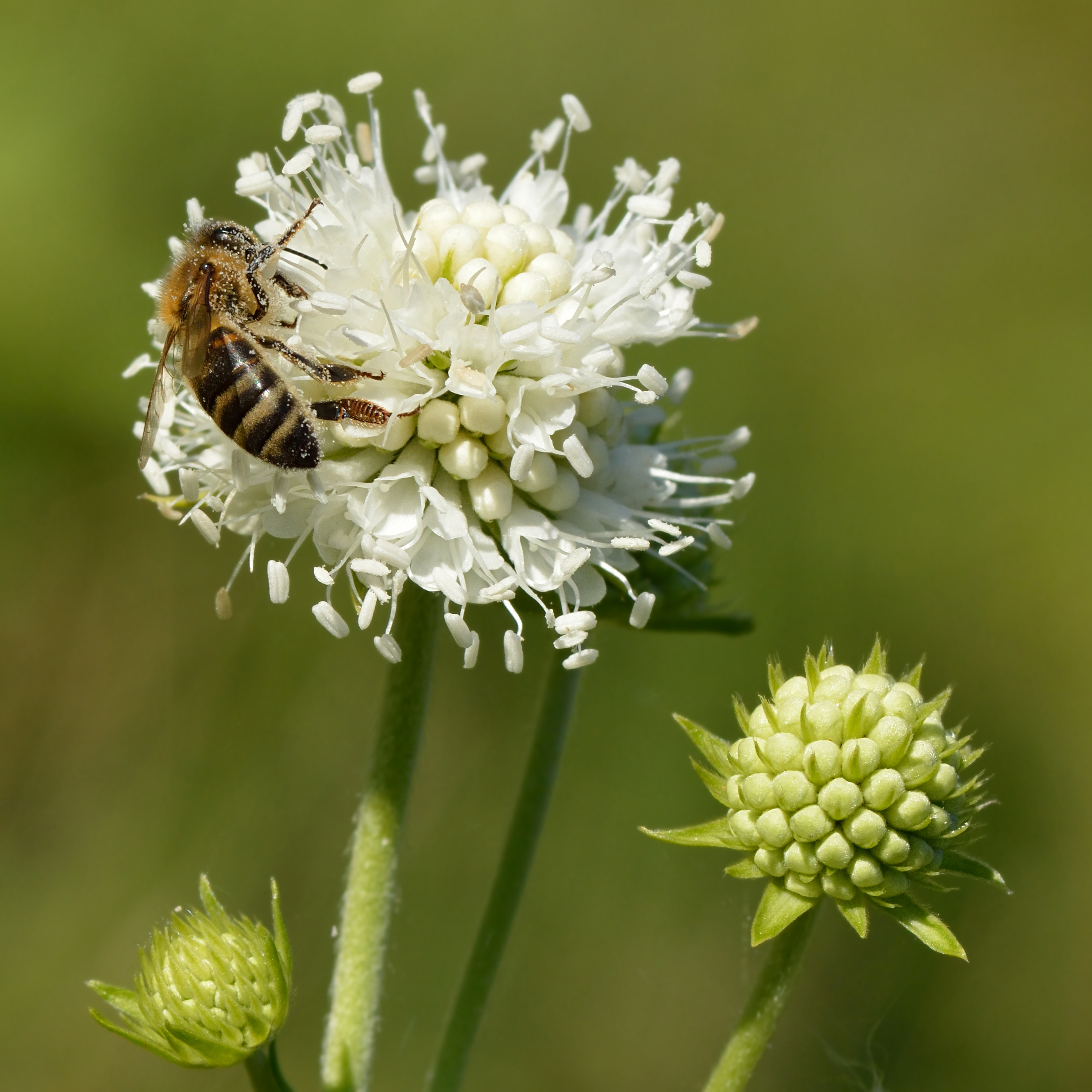
Succisa pratensis

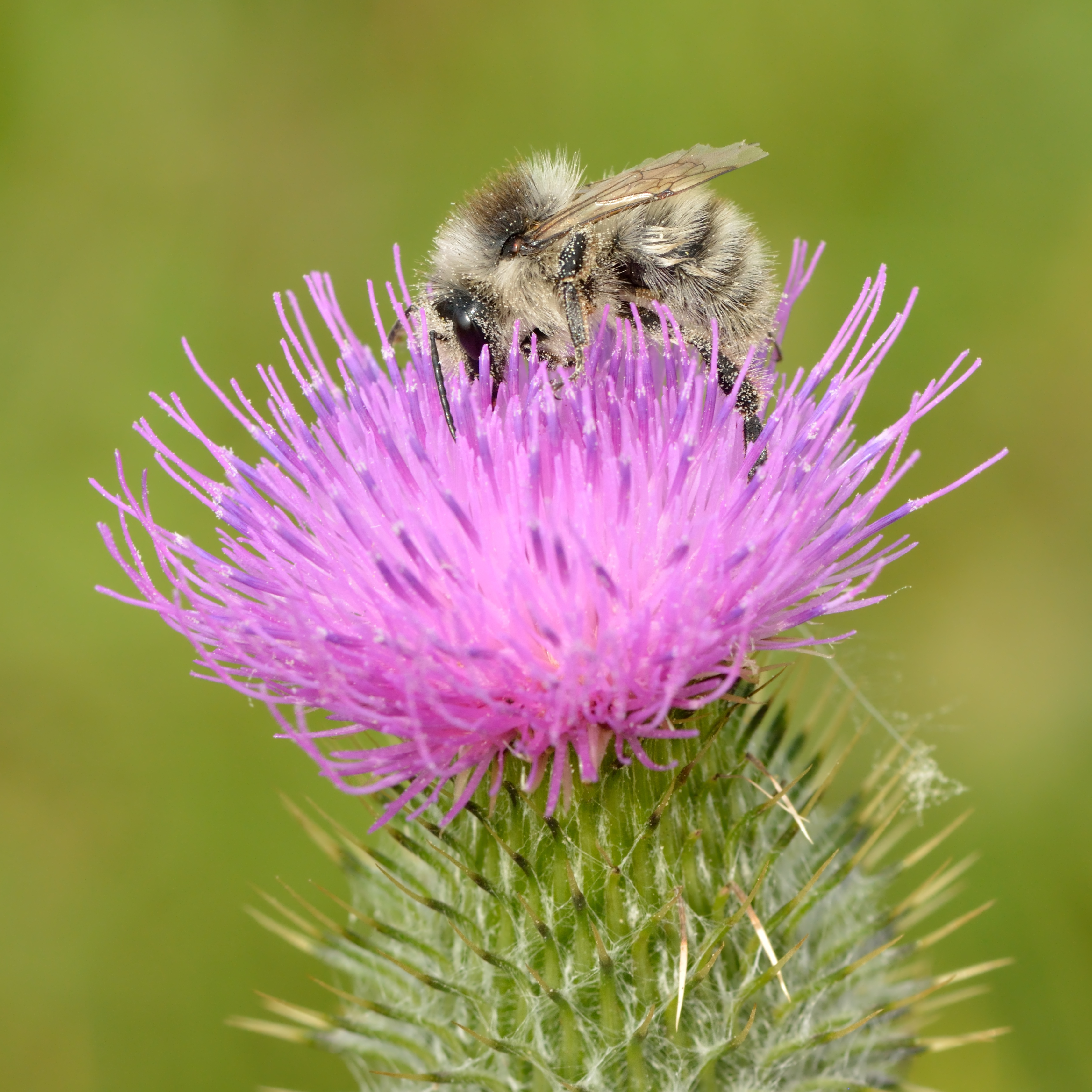
Cirsium vulgare

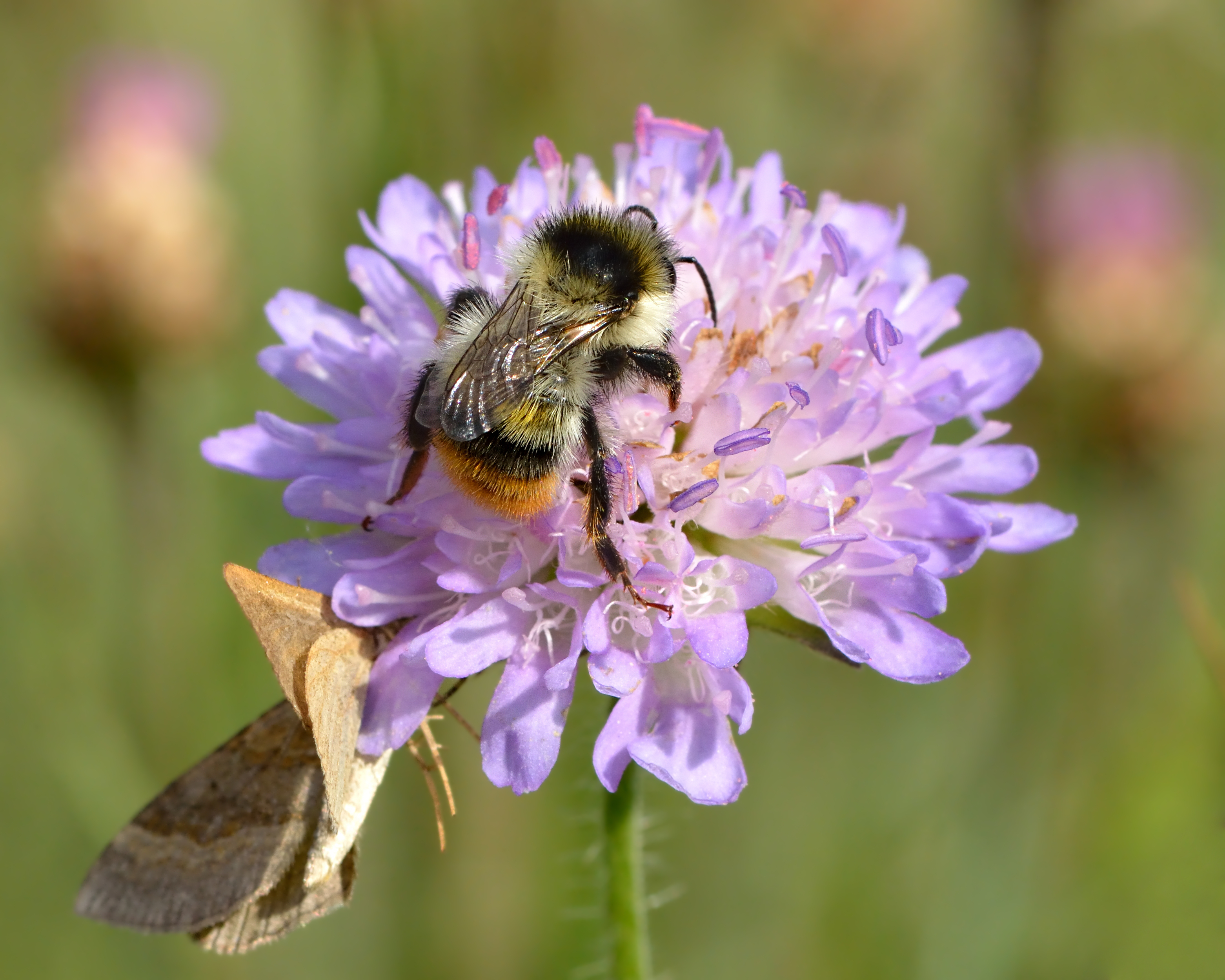
Knautia arvensis

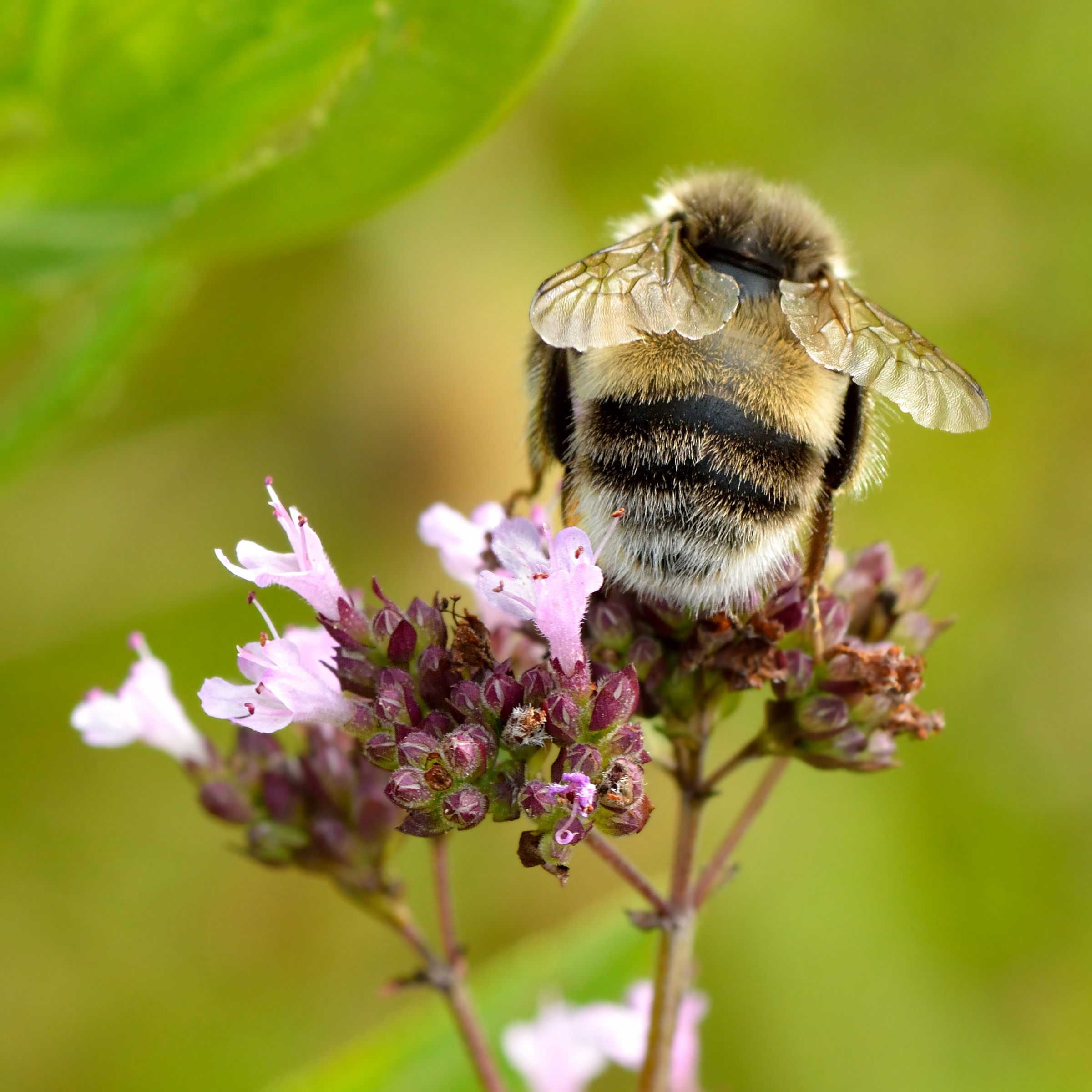
Origanum vulgare

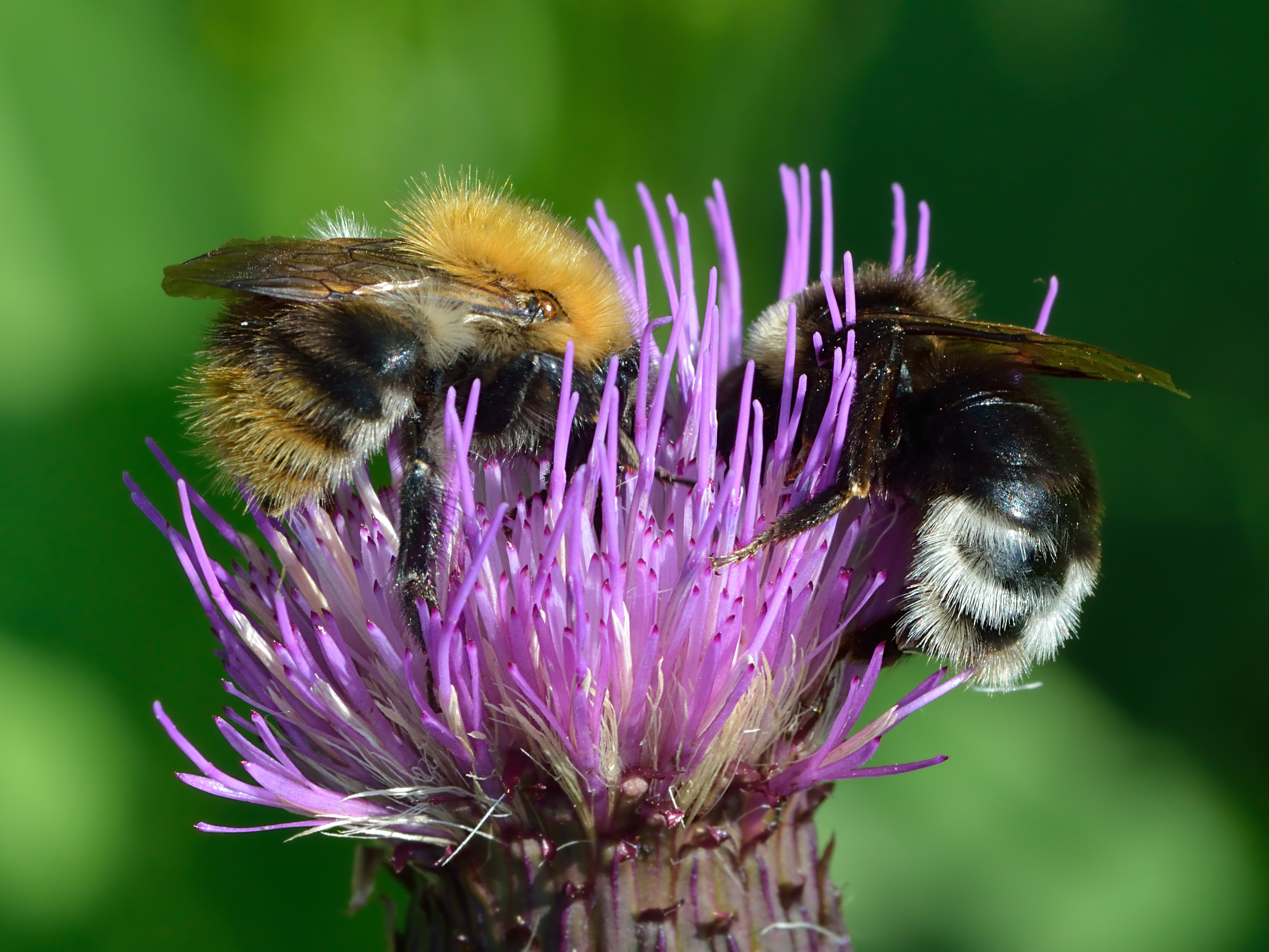
Cirsium heterophyllum

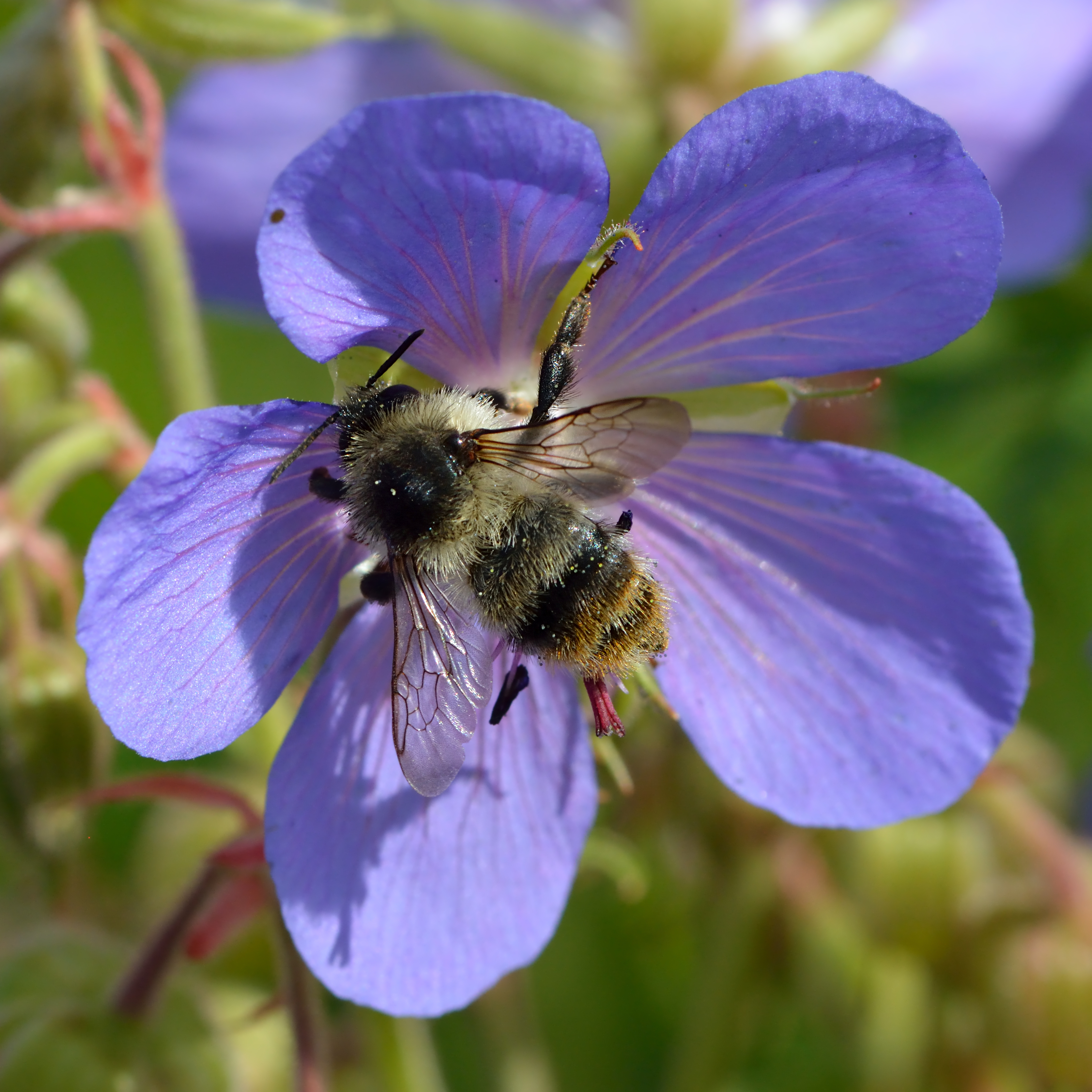
Geranium pratense

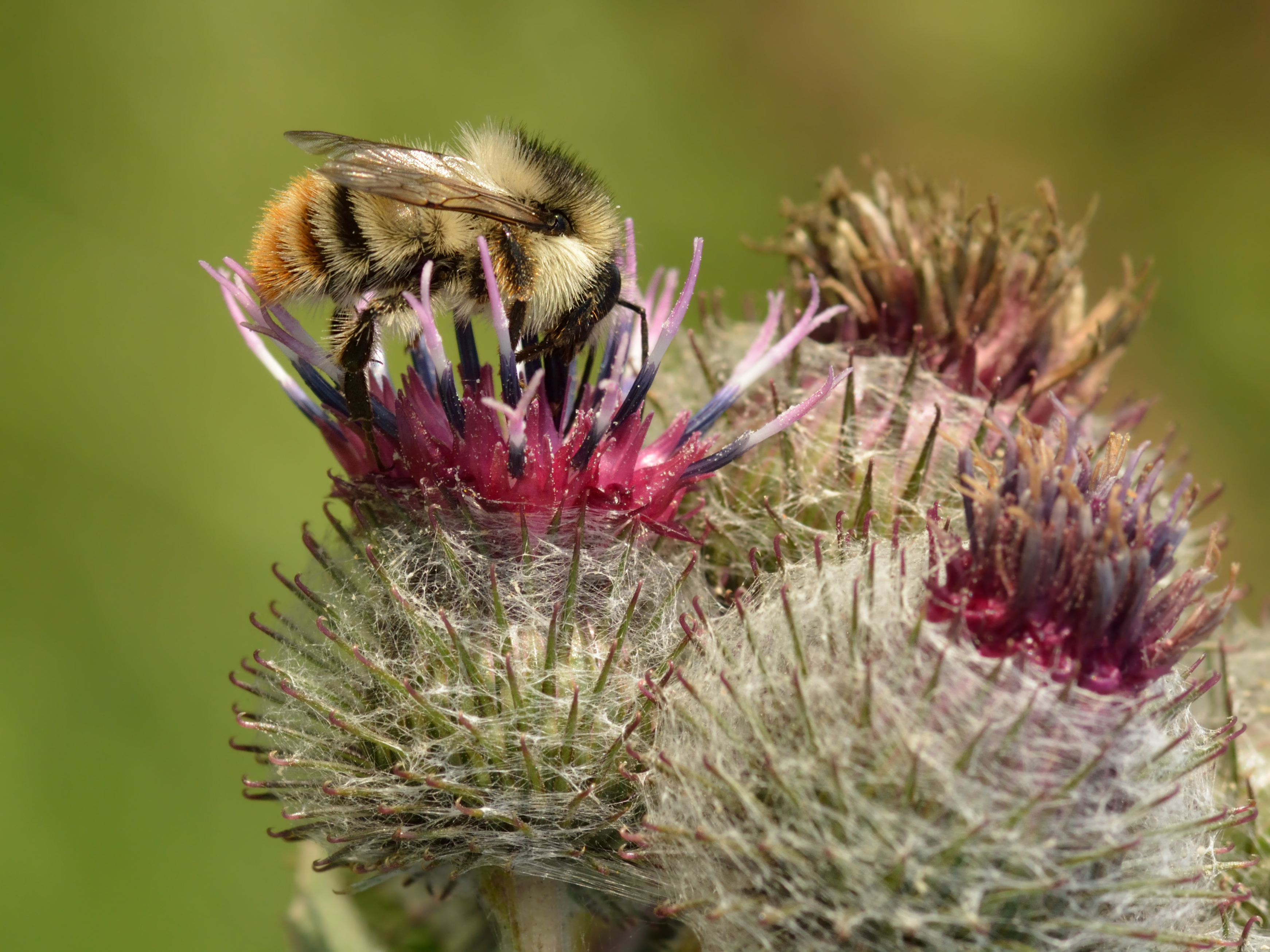
Arctium tomentosum

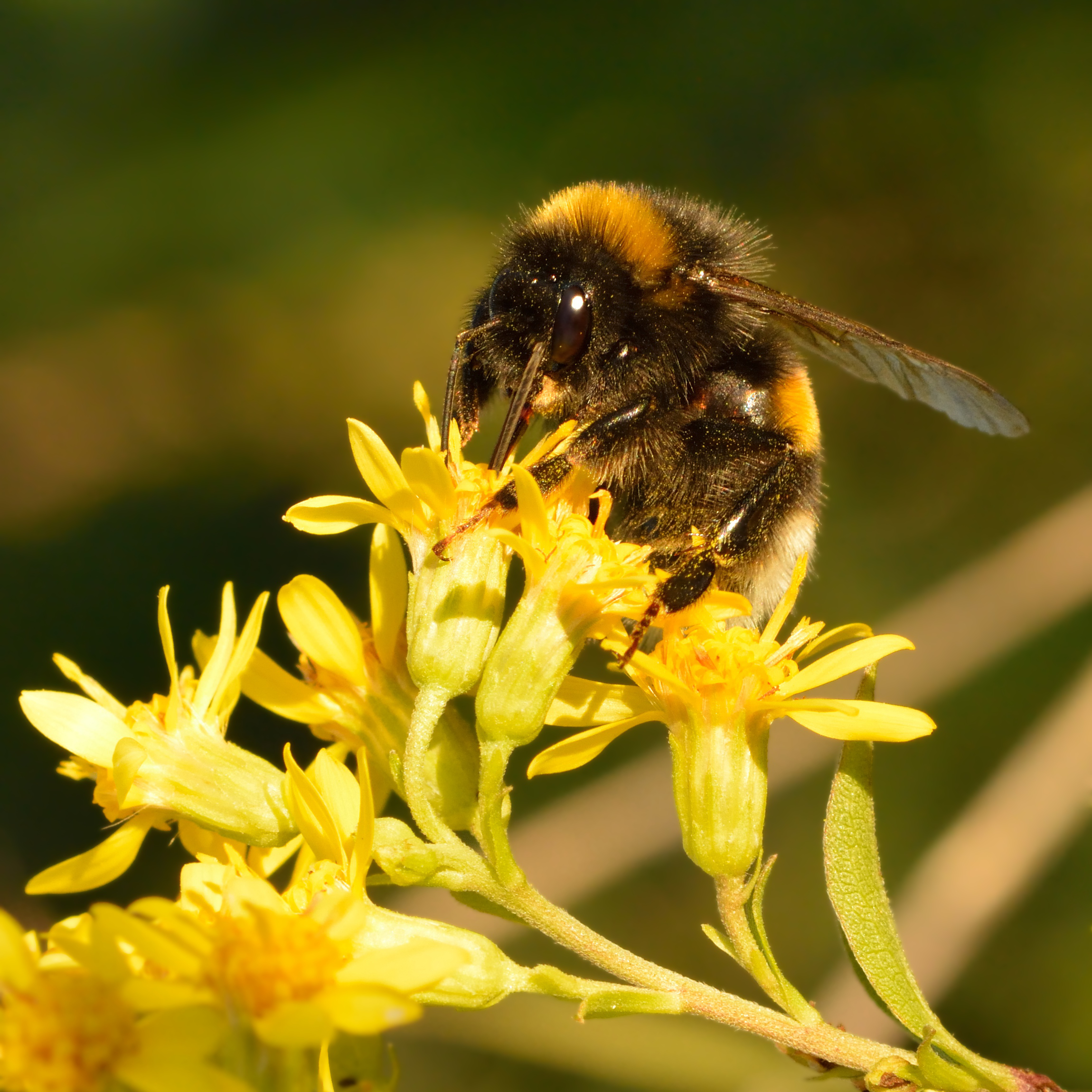
Solidago virgaurea

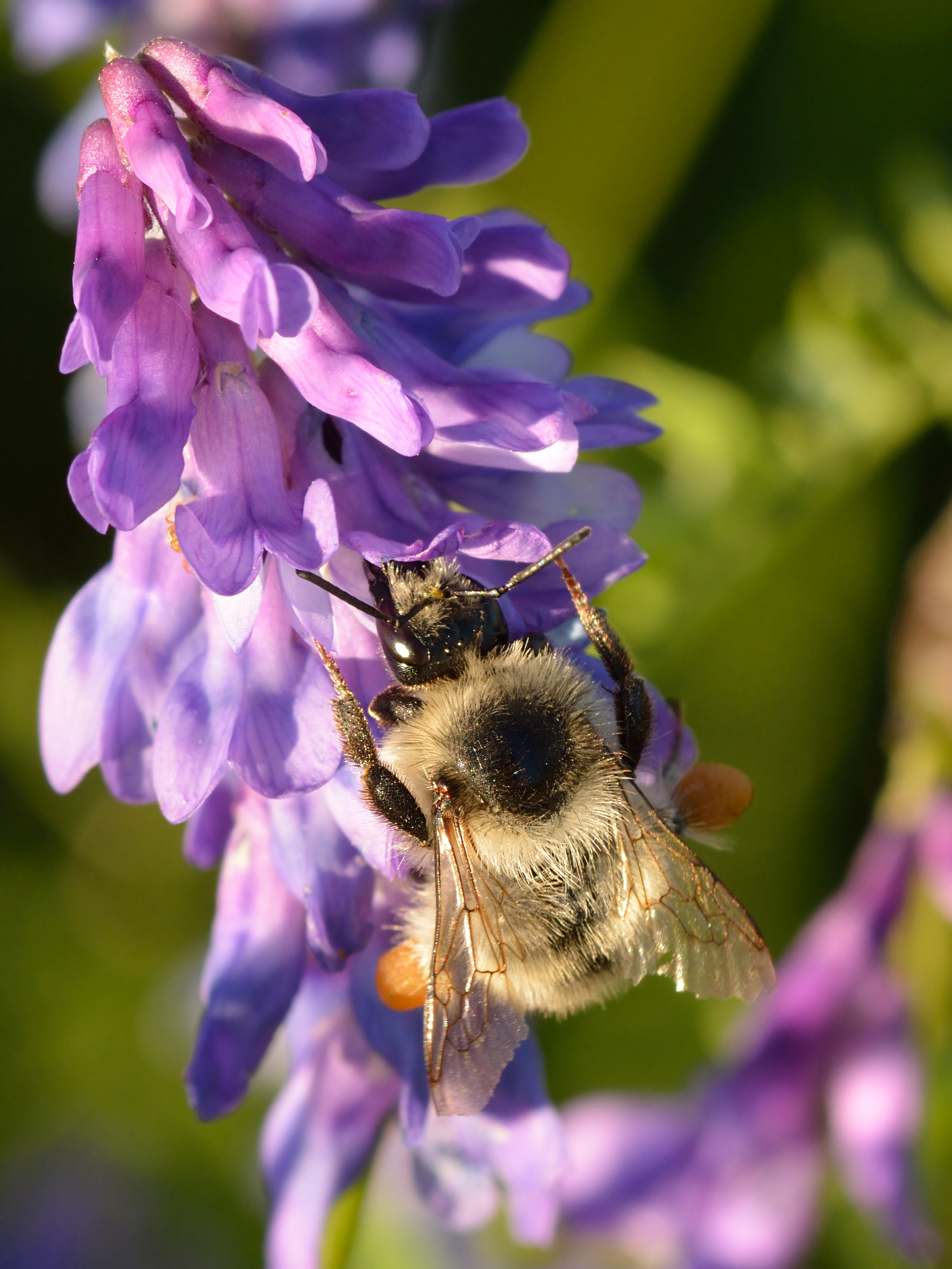
Vicia cracca

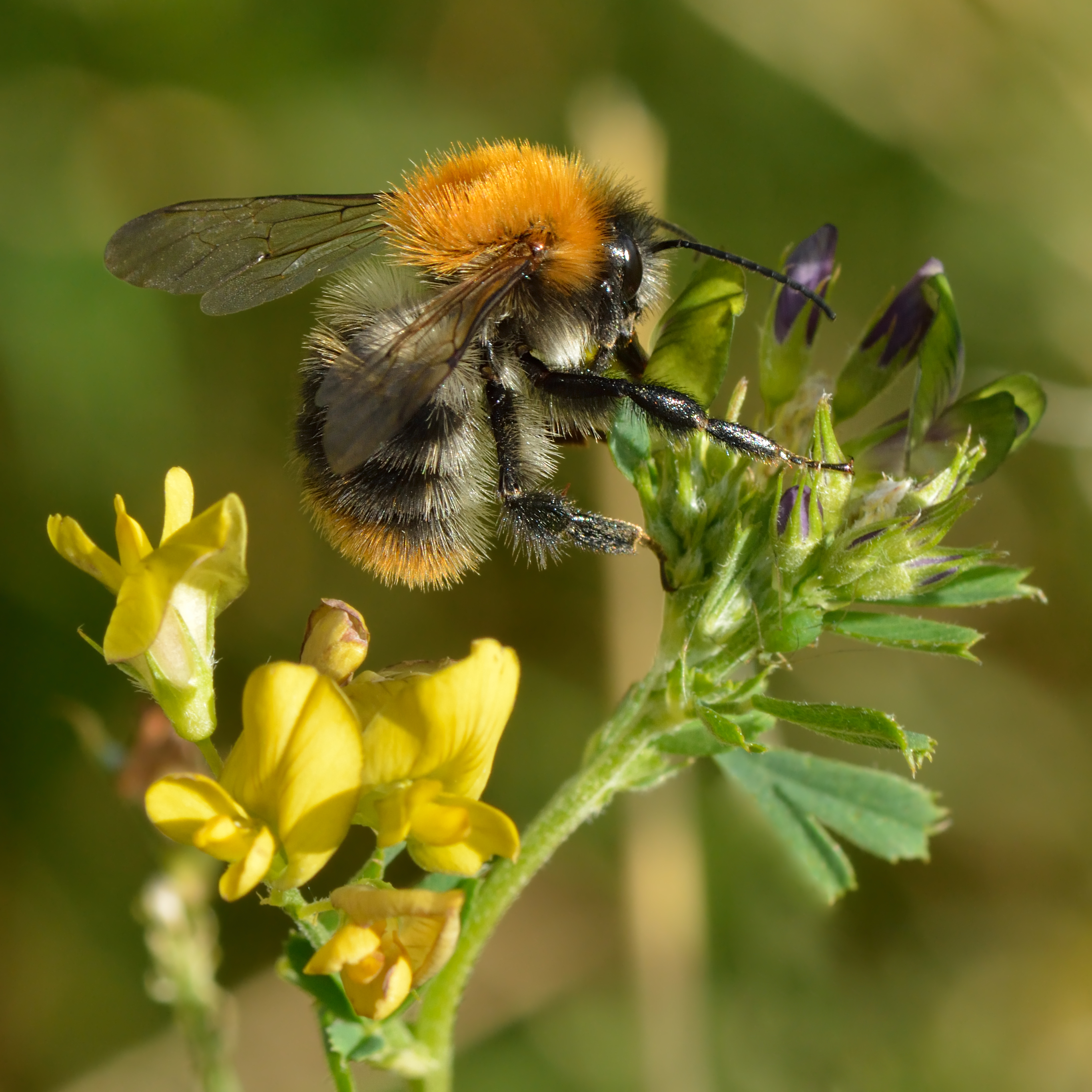
Medicago x varia

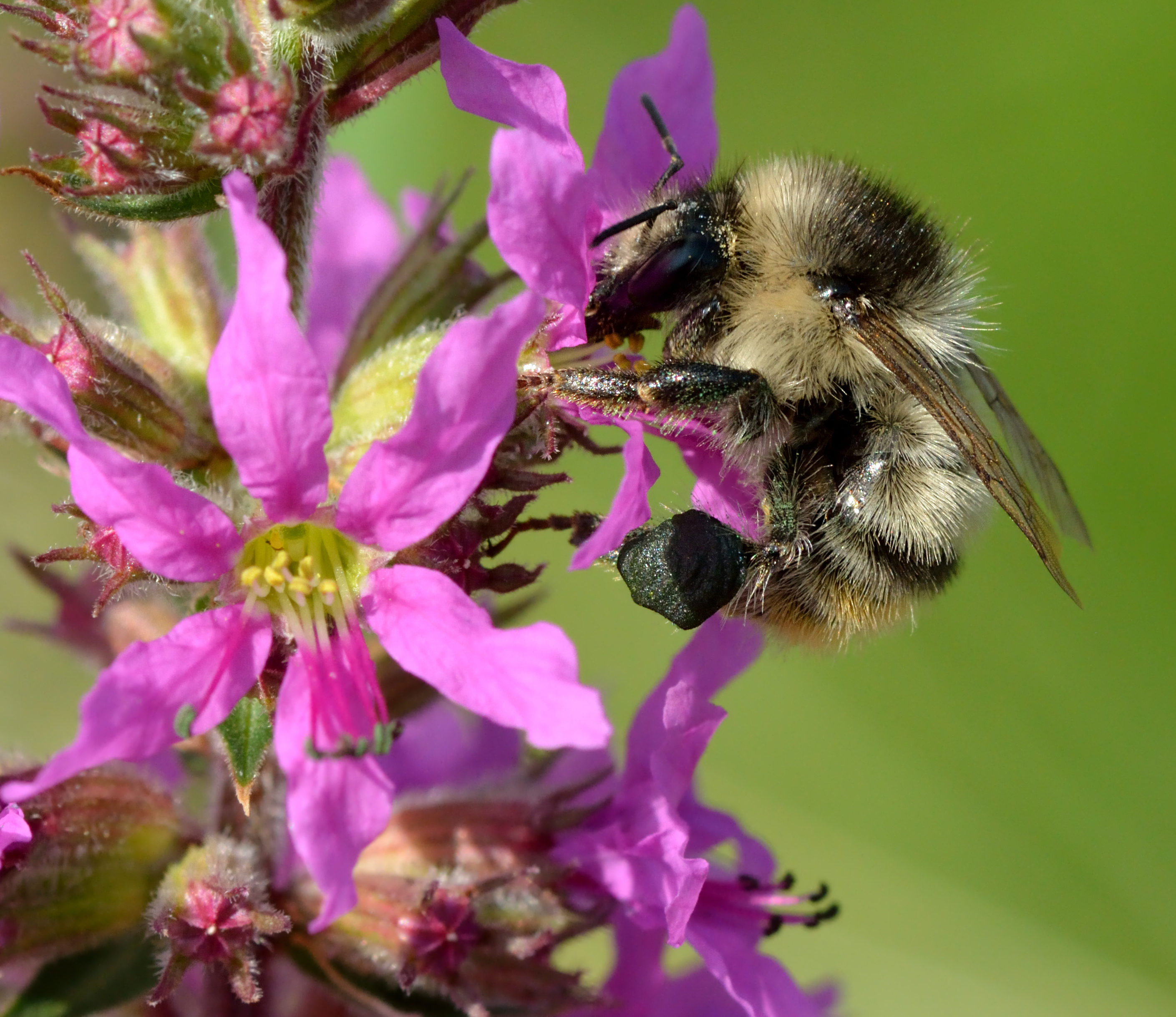
Lythrum salicaria

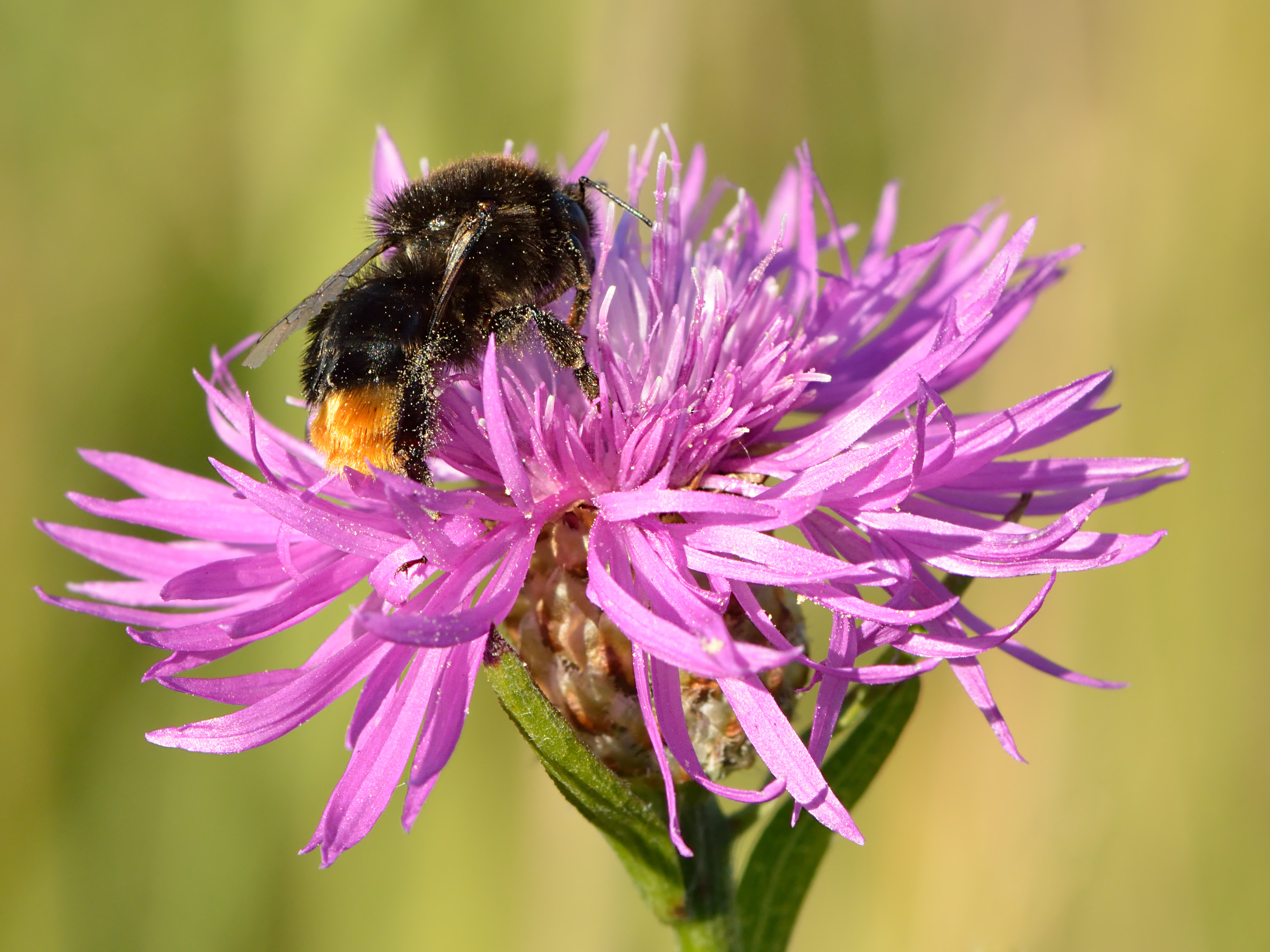
Centaurea jacea

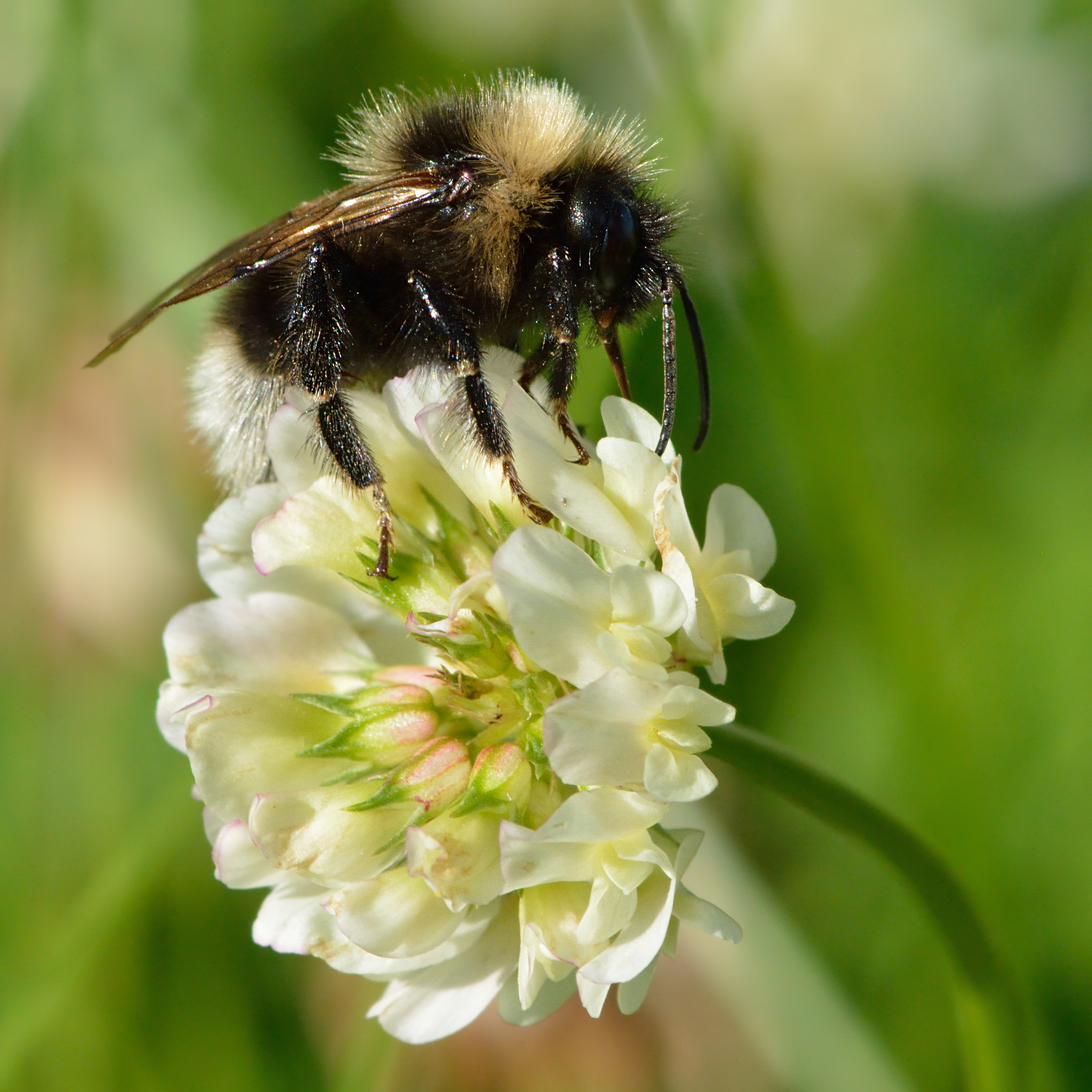
Trifolium repens

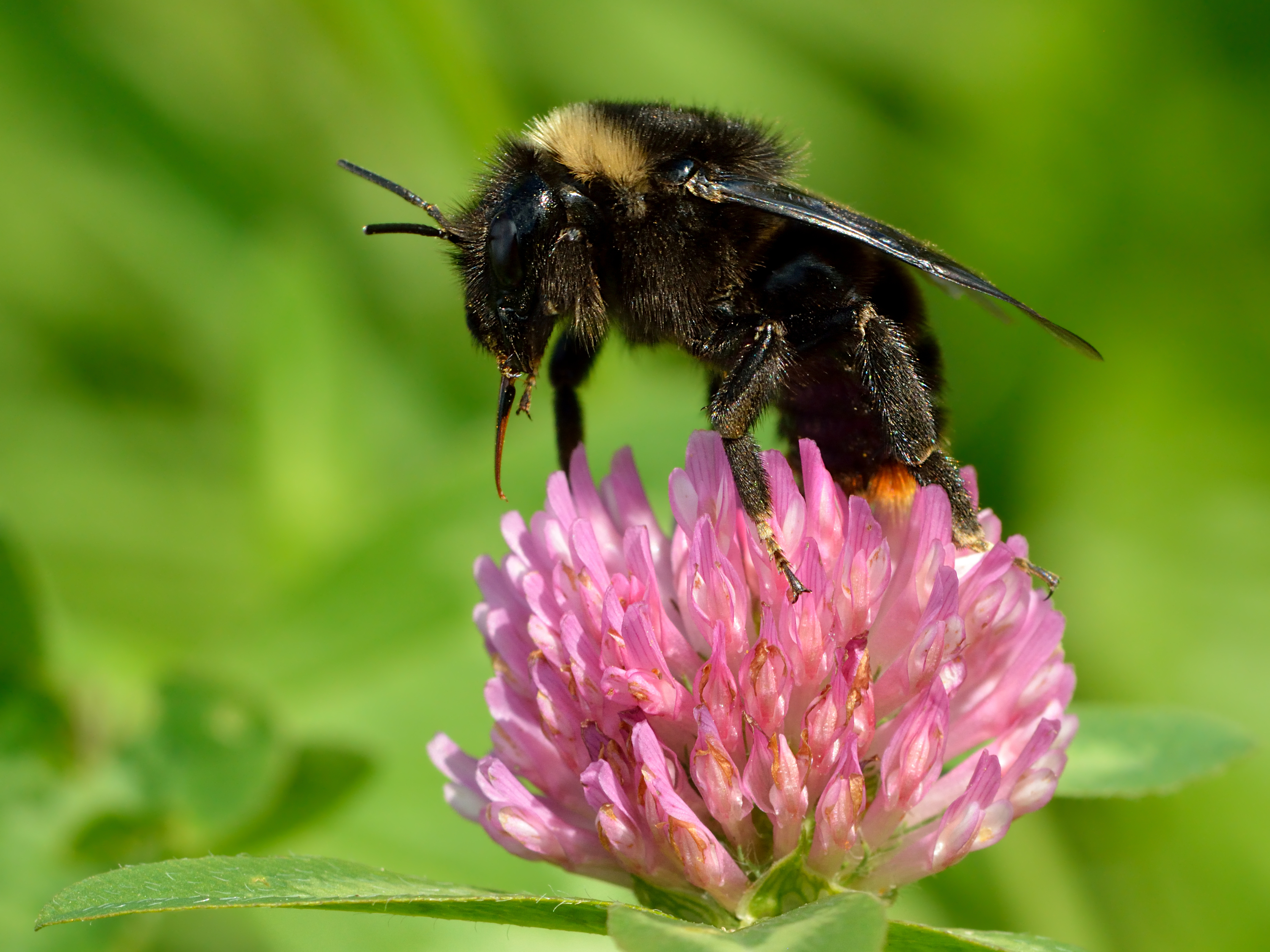
Trifolium pratense

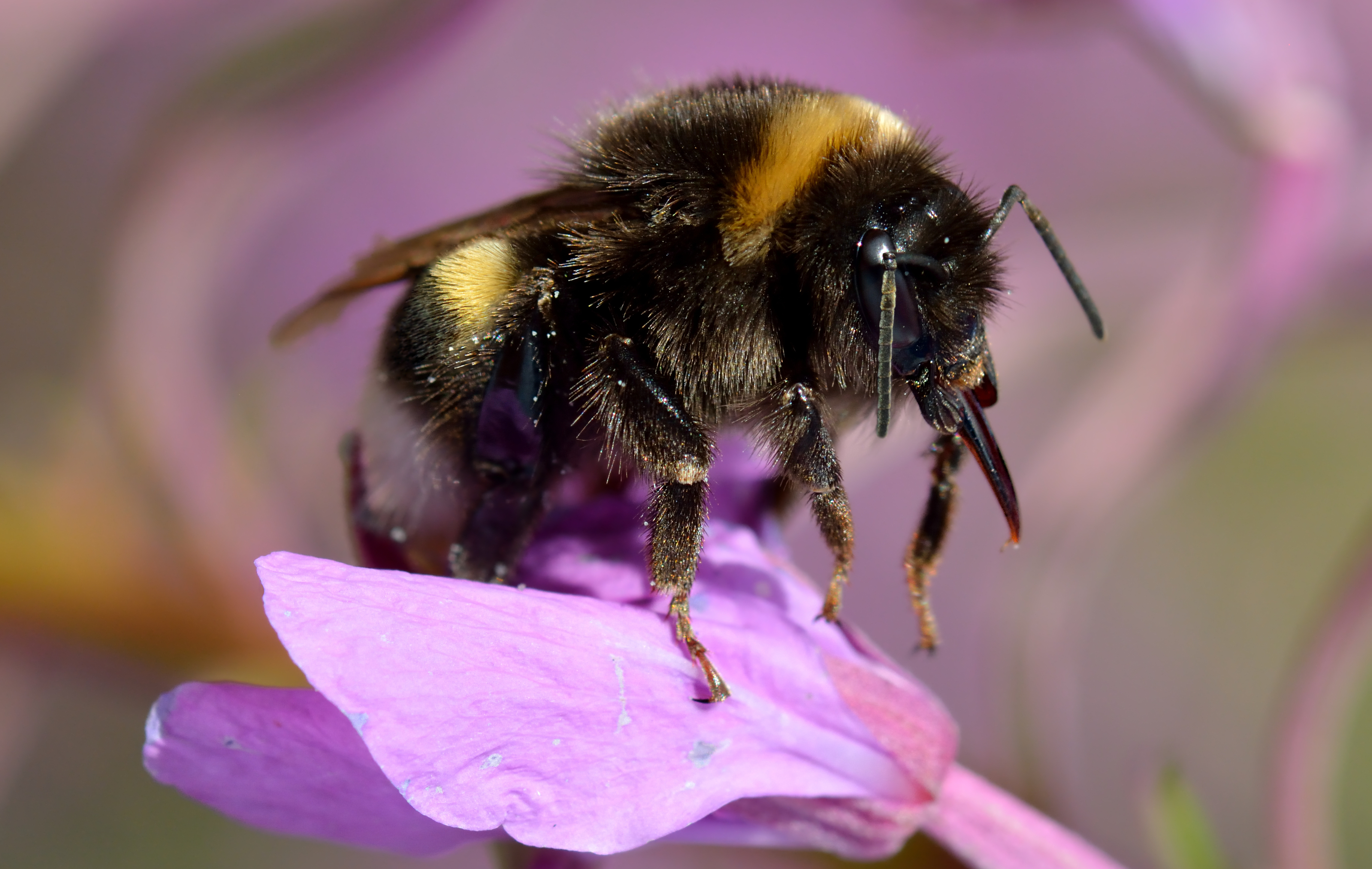
Epilobium angustifolium

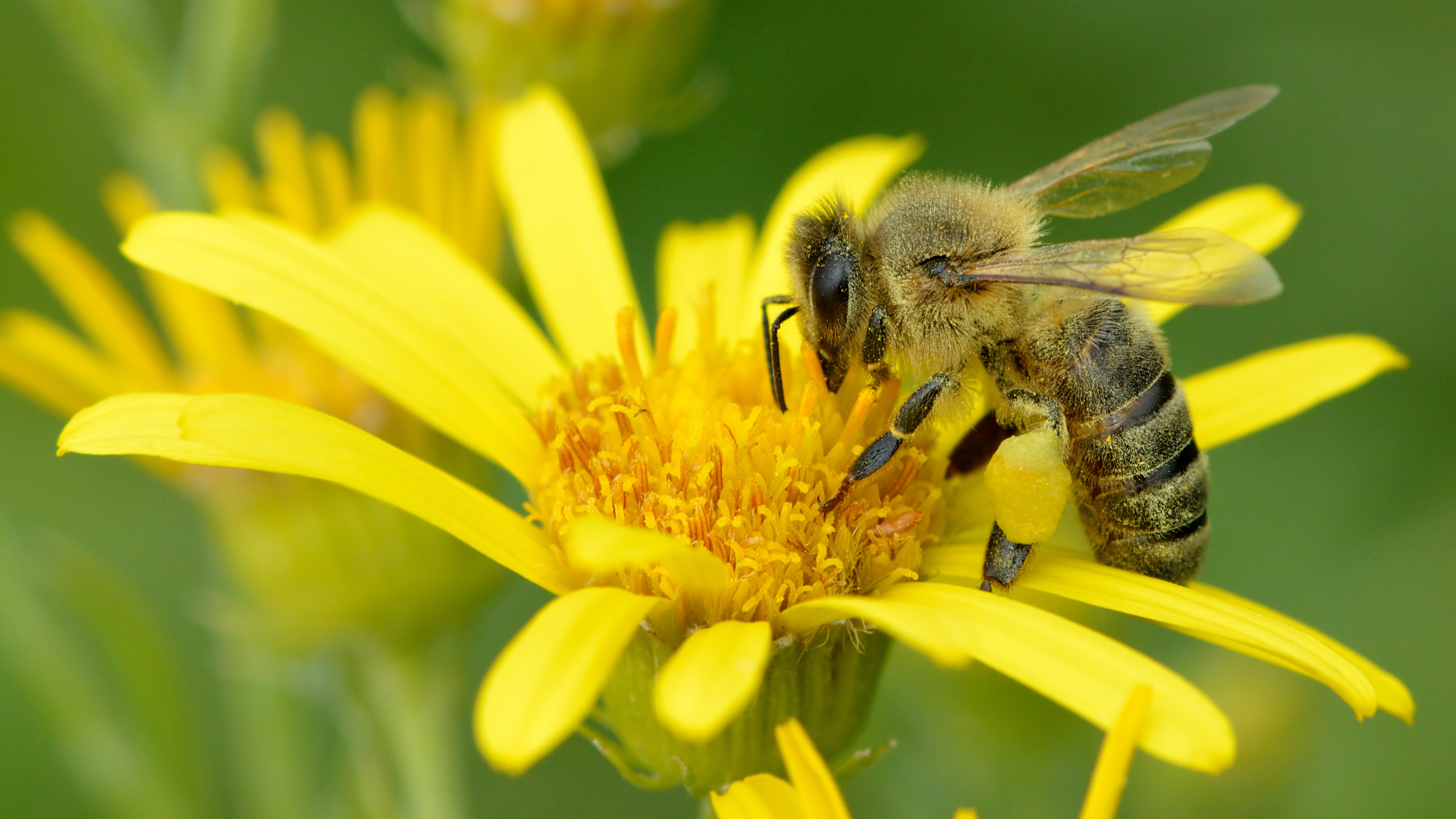
Senecio paludosus

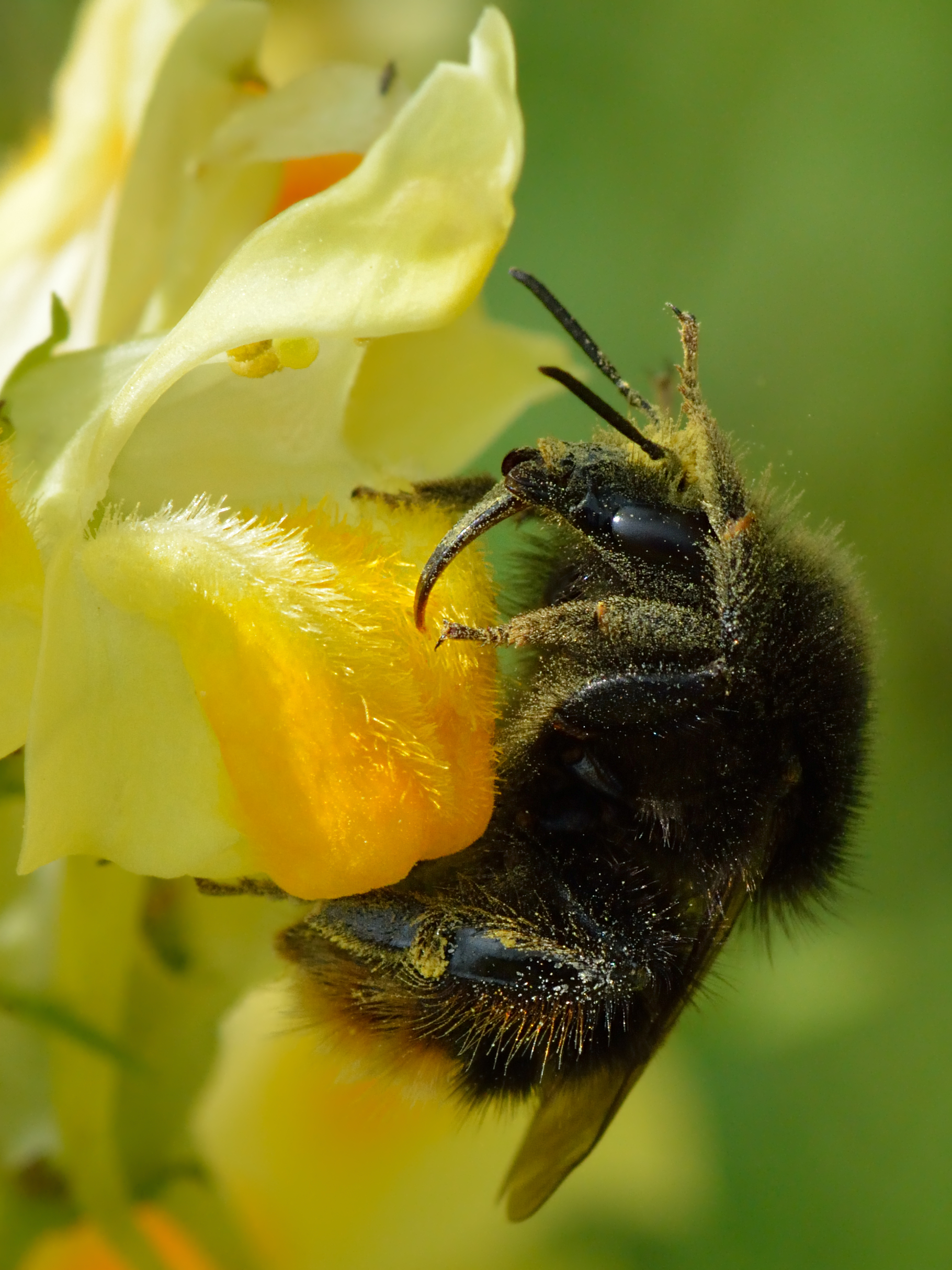
Linaria vulgaris

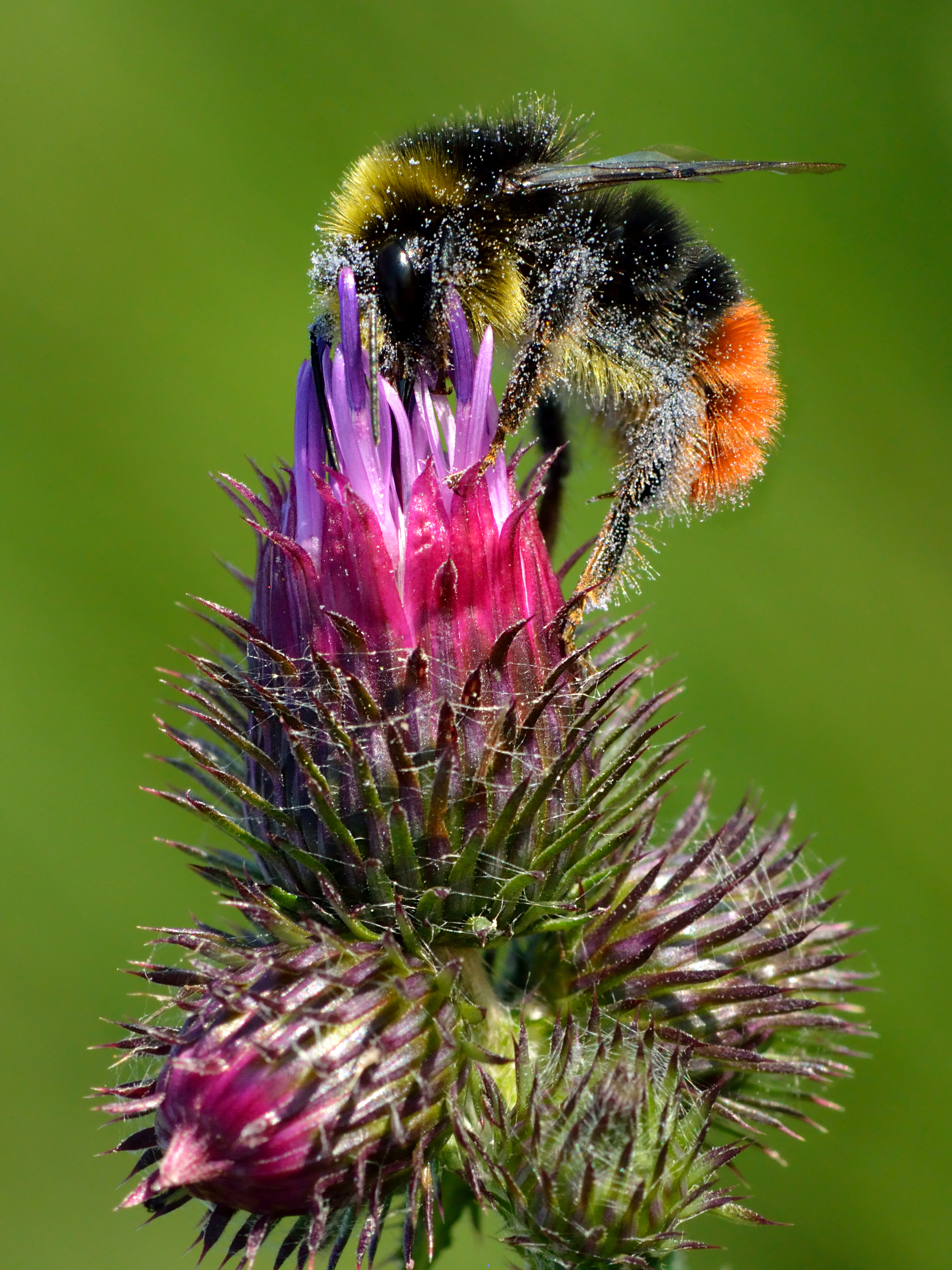
Carduus crispus

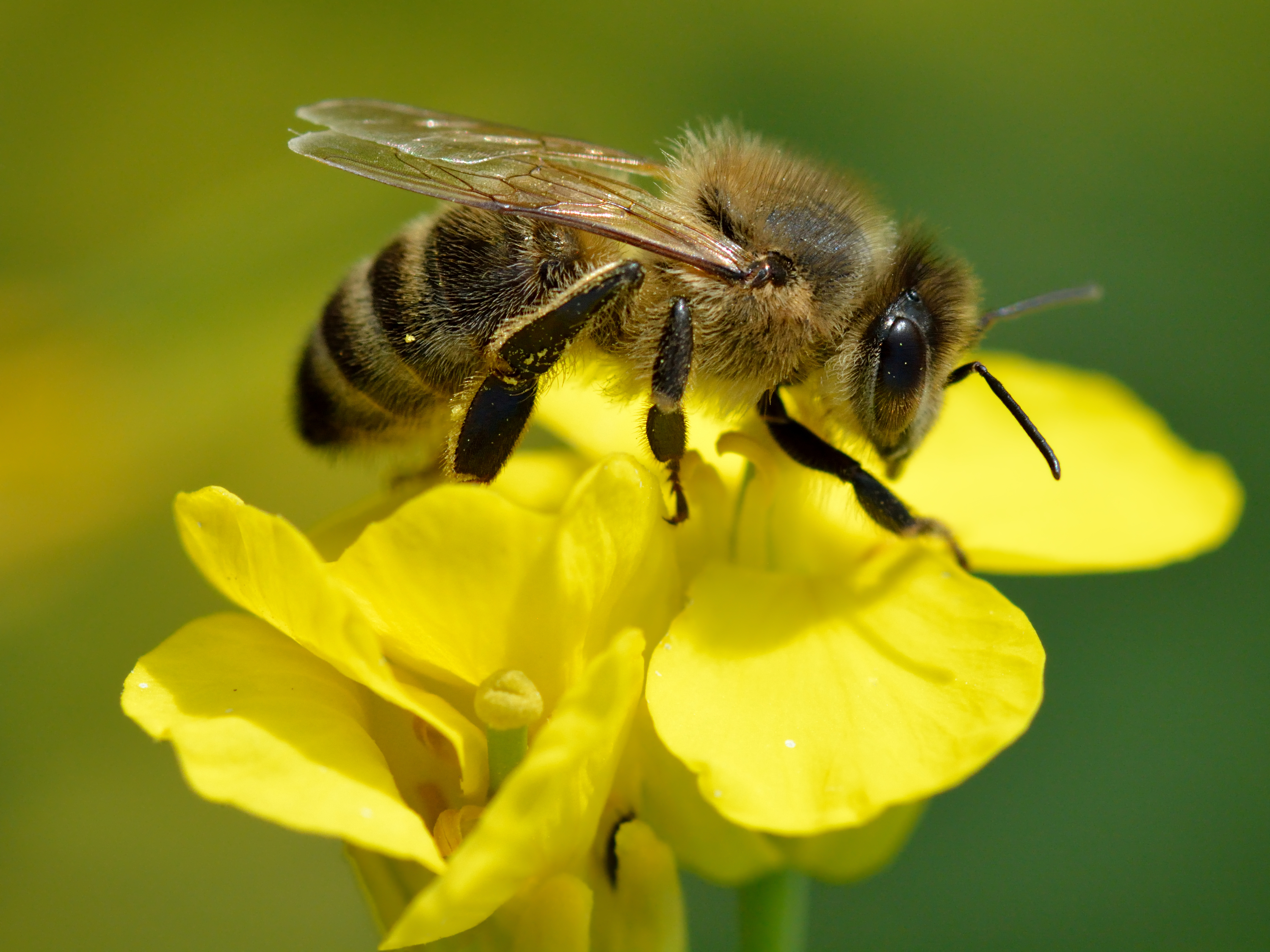
Brassica napus

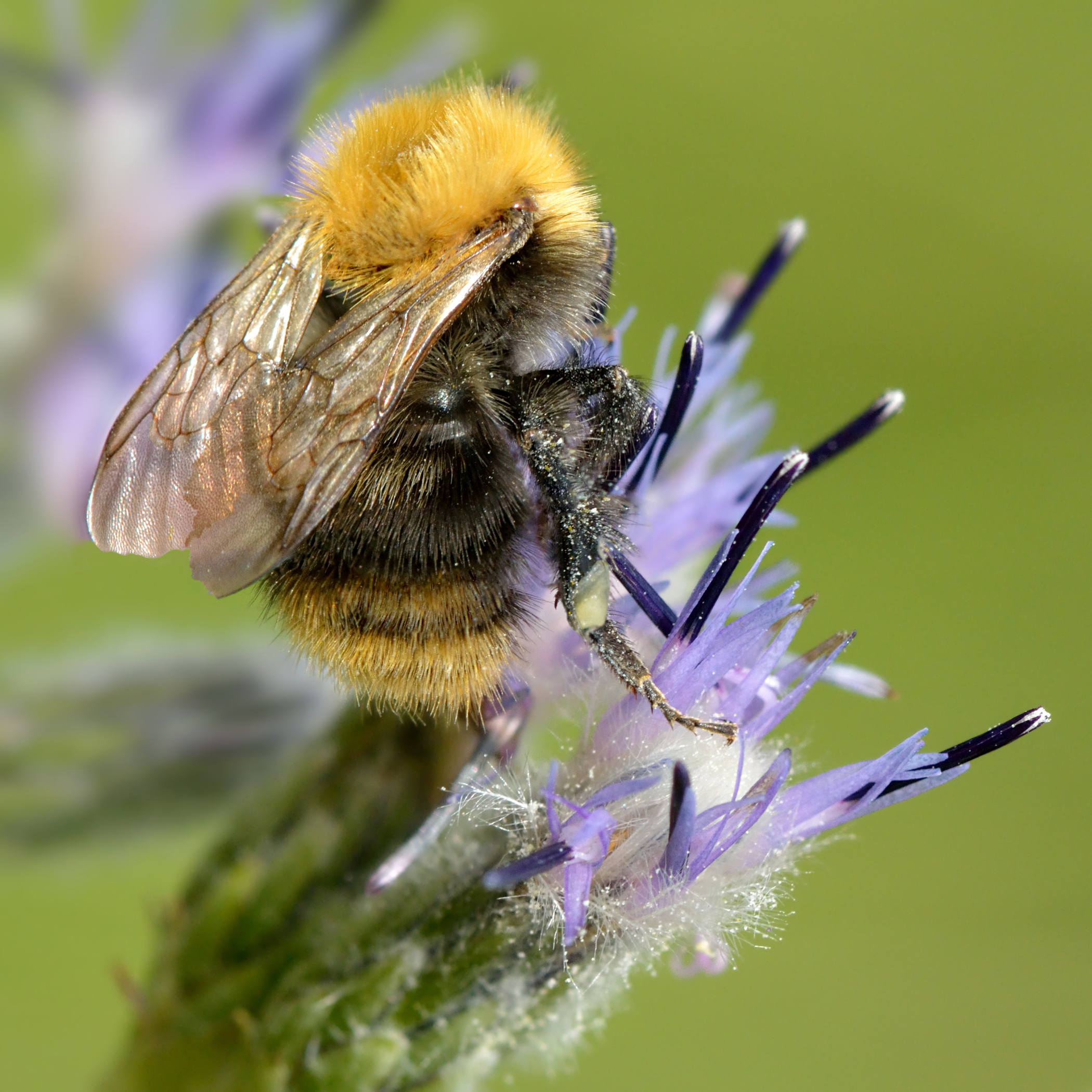
Saussurea alpina

L'abella de la mel normalment recull nèctar, pol·len, o les dues coses de les següents espècies de plantes, les quals s'anomenen plantes mel·líferes, per a fer la mel.

## Acanthaceae(família de l'acant)
- Avicennia nitida Jacq. o Avicennia germinans

## Agavaceae
- Agave sisalana Perrine ex Engelm. (Sisal)

## Alstroemeriaceae
- Alstroemeria cunea Vell.

## Amaranthaceae
- Alternanthera brasiliana Kuntze
- Alternanthera dentata (Moench) Stuchlik ex R.E.Fries
- Alternanthera polygonoides R.Br. ex Sweet
- Froelichia humboldtiana Seub.
- Froelichia lanata Moench
- Gomphrena canescens R.Br.
- Gomphrena demissa Mart.
- Gomphrena gardneri Moq.

## Anacardiaceae
- Anacardium occidentale L.
- Anacardium humile A.St.-Hil.
- Astronium fraxinifolium Schott
- Lithraea molleoides Engl.
- Mangifera indica L.
- Myracrodruon urundeuva M.Allemão
- Schinus molle L.
- Schinus terebinthifolius Raddi
- Schinopsis brasiliensis Engl.
- Spondias lutea L.
- Spondias mombin L.
- Spondias tuberosa Arruda
- Tapirira guianensis Aubl.
- Tapirira marchandii Engl.

## Apiaceae(família de l'api i la pastanga)
- Apium graveolens L.
- Daucus carota L.
- Pastinaca sativa L.
- Petroselinum sativum Hoffm.

## Apocynaceae
Totes elles es troben en els tròpics i subtròpics.
- Aspidosperma cylindrocarpon Müll.Arg.
- Aspidosperma dasycarpon A.DC.
- Aspidosperma macrocarpon Mart.
- Aspidosperma parvifolium A.DC.
- Aspidosperma polyneuron A.DC.
- Aspidosperma populifolium A.DC.
- Aspidosperma pruinosum Markgr.
- Aspidosperma pyrifolium Mart.
- Hancornia speciosa Gomes
- Peschiera affinis Miers
- Rhodocalyx rotundifolia Müll.Arg.
- Tabernaemontana fuchsiaefolia A.DC.

## Aquifoliaceae(família del grèvol)
- Ilex decidua Walter
- Ilex glabra A.Gray
- Ilex opaca Ait.
- Ilex theezans Mart.
- Ilex verticillata A.Gray

## Araliaceae
- Didymopanax macrocarpum Seem.
- Didymopanax vinosum Marchal

## Asclepiadaceae
- Asclepias tuberosa L.

## Arecaceae(família de les palmeres)
- Acrocomia aculeata Lodd. ex Mart.
- Attalea speciosa Mart.
- Roystonea elata (Bartr.) F.Harper
- Sabal palmetto Lodd. ex Schult.f.
- Syagrus romanzoffiana (Cham.) Glassman (= Cocos romanzoffiana Cham., o Arecastrum romanzoffianum (Cham.) Becc.); Aquesta planta normalment és una bona opció per l'apicultura.
- Trithrinax campestris (Burmeist.) Drude & Griseb.

## Asteraceae(família de la margarida)
- Ambrosia polystachya DC.
- Acilepis virgata (Gagnep.) H.Rob. & Skvarla
- Baccharis dracunculifolia DC.; Normalment aquesta planta és una opció excel·lent pr l'apicultura.
- Baccharis genistelloides Pers.
- Baccharis gracilis DC.
- Baccharis halimifolia L.
- Baccharis ligustrina DC.
- Baccharis platypoda DC.
- Baccharis punctulata DC.
- Baccharis serrula Sch.Bip.
- Baccharis sessifolia L.
- Baccharis tridentata Vahl
- Bidens cernua L. (= Bidens glaucescens Greene)
- Bidens pilosa L.
- Chrysolaena obovata (Less.) Dematt.
- Cichorium intybus L.
- Cirsium arvense (L.) Scop. (= Carduus arvense, or Cirsium incanum)
- Cirsium vulgare (Savi) Ten. (= Carduus vulgaris, Carduus lanceolatus, or Cirsium lanceolatum)
- Centaurea biebersteinii (Jaub. et Spach) Walp.
- Centratherum punctatum Cass.
- Cosmos sulphureus Cav.
- Cyrtocymura scorpioides (Lam.) H.Rob.
- Echinops sphaerocephalus L.
- Eremanthus sphaerocephalus Baker
- Eupatorium itatiayense Hieron.
- Eupatorium maculatum L.
- Eupatorium maximiliani Schrad. ex DC.
- Eupatorium purpureum L.
- Eupatorium squalidum DC.
- Helianthus annuus L. (Sunflower)
- Helianthus tuberosus L. (Jerusalem artichoke)
- Karelinia caspia (Pall.) Less.
- Lessingianthus argyrophyllus (Less.) H.Rob.
- Lessingianthus lacunosus (Mart. ex DC.) H.Rob.
- Lessingianthus rubricaulis (Bonpl.) H.Rob.
- Liatris spicata Willd.
- Mikania cordifolia Willd.
- Mikania hirsutissima DC.
- Mikania microphylla Sch.Bip. ex Baker
- Mikania speciosa DC.
- Mikania sessilifolia DC.
- Moquinia polymorpha DC.
- Oligoneuron rigidum Small (= Solidago rigida L.)
- Piptocarpha notata Baker
- Piptocarpha rotundifolia Baker
- Rudbeckia spp. L.
- Sonchus arvensis L.
- Senecio brasiliensis Less.
- Solidago chilensis Meyen
- Stenocephalum apiculatum (Mart. ex DC.) Sch.Bip.
- Symphyotrichum novae-angliae (L.) G.L.Nesom
- Taraxacum officinale Weber
- Trichogonia salviaefolia Gardner
- Trixis antimenorrhoea Mart. ex Baker
- Verbesina alternifolia Britton ex Kearney
- Vernonanthura divaricata (Spreng.) H.Rob.
- Vernonanthura patens (Kunth) H.Rob.
- Vernonanthura polyanthes (Spreng.) A.J.Vega & Dematt.; Aquesta planta és una excel·lent opció per l'apicultura.
- Zinnia multiflora L.

## Bignoniaceae
Totes les plantes d'aquesta família es troben principalment en els tròpics o subtròpics.
- Campsis radicans Seem. (= Bignonia radicans, o Tecoma radicans)
- Catalpa bignonioides Walter
- Catalpa speciosa Warder ex Engelm.
- Cybistax antisyphilitica (Mart.) Mart.
- Jacaranda brasiliana Pers.
- Jacaranda caroba Hort. ex Lem.
- Jacaranda decurrens Cham.
- Jacaranda paucifoliolata Mart. ex DC.
- Memora glaberrima K.Schum.
- Memora nodosa Miers
- Podranea ricasoliana (Tanfani) T. Sprague
- Pyrostegia ignea Presl
- Pyrostegia venusta Miers
- Tabebuia alba (Cham.) Sandwith
- Tabebuia aurea
- Tabebuia chrysotricha
- Tabebuia heptaphylla (Vell.) Toledo
- Tabebuia impetiginosa
- Tabebuia ochracea
- Tabebuia rosea (Bertol.) DC.
- Tabebuia roseo-alba
- Tabebuia serratifolia
- Tabebuia vellosoi Toledo
- Zeyheria digitalis (Vell.) Hoehne et Kuhlm.

## Bixaceae
- Bixa orellana L.

## Bombacaceae
- Bombax campestre K.Schum.
- Bombax tomentosum A.Juss.
- Chorisia speciosa A.St.-Hil.
- Eriotheca gracilipes (K.Schum.) A.Robyns
- Pseudobombax grandiflorum (Cav.) A.Robyns

## Boraginaceae(família de la borraina)
- Auxemma glazioviana Taub.
- Auxemma oncocalyx Taub.
- Borago officinalis L.
- Cerinthe major L.
- Cordia alliodora Cham.
- Cordia campestris Warm.
- Cordia corymbosa G.Don
- Cordia hypoleuca DC.
- Cordia insignis Cham.
- Cordia leucocephala Moric.
- Cordia nodosa Lam.
- Cordia trichotoma (Vell.) Steud.
- Cordia verbenacea DC.
- Echium plantagineum L.
- Echium simplex DC.
- Echium virescens DC.
- Echium wildpretii H.Pearson ex Hook.f.
- Phacelia tanacetifolia Benth.
- Patagonula americana L.

## Brassicaceae(família de la col)
- Brassica campestris L.
- Brassica juncea Coss.
- Brassica napus L.
- Brassica oleracea L. var. botrytis L.
- Brassica oleracea L. var. capitata
- Brassica oleracea L. var. gemnifera
- Brassica oleracea L. var. gongyloides
- Eruca sativa Mill.
- Lobularia maritima (L.) Desv.
- Sinapis alba L.

## Caesalpinioideae
- Apuleia molaris Spruce ex Benth.
- Bauhinia forficata Link
- Cassia ferruginea (Schrad.) DC.
- Cassia grandis L.f.
- Caesalpinia echinata Lam.
- Caesalpinia ferrea Mart.
- Caesalpinia peltophoroides Benth.
- Caesalpinia pyramidalis Tul.
- Caesalpinia microphylla Mart.
- Copaifera langsdorfii Desf.
- Copaifera oblongifolia Mart. ex Hayne
- Delonix regia Raf.
- Hymenaea courbaril var. stilbocarpa (Hayne) Y.T.Lee et Langenh.
- Schizolobium parahyba (Vell.) Blake
- Schotia brachypetala Sond.
- Sclerolobium aureum Baill.
- Sclerolobium paniculatum Vogel
- Senna martiana (Benth.) H.S.Irwin et Barneby
- Senna multijuga (Rich.) H.S.Irwin et Barneby
- Senna speciosa Roxb.
- Senna splendida (Vogel) H.S.Irwin et Barneby

## Cannabaceae(família del cànem)
- Celtis brasiliensis Planch.

- Trema micrantha (L.) Blume

## Capparaceae(família de la tàpera)
- Cleome gynandra L.

## Caprifoliaceae
- Lonicera japonica Thunb. ex A.Murray

## Caryocaraceae
Ttes les plantes d'aquesta família són només de distribució subtropical.
- Caryocar brasiliense Cambess.

## Caryophyllaceae(família del clavell)
- Saponaria officinalis L.

## Celastraceae
- Maytenus boaria Molina

## Chrysobalanaceae
es troben en els tròpics i subtròpicss
- Couepia grandiflora Benth.
- Parinari obtusifolia Hook.f.
- Hirtella glandulosa Spreng.
- Hirtella martiana Hook.f.

## Clethraceae
- Clethra scabra Pers.

## Clusiaceae
- Kielmeyera coriacea Mart. & Zucc.

## Cochlospermaceae
- Cochlospermum regium Pilg.

## Combretaceae
- Terminalia argentea Mart.
- Terminalia brasiliensis Eichl.
- Terminalia fagifolia Mart.

## Commelinaceae
- Commelina agraria Kunth
- Tradescantia virginica L.

## Convolvulaceae
- Ipomoea purpurea Roth
- Ipomoea batatoides Benth.
- Jacquemontia blanchetii Moric.
- Rivea corymbosa (L.) Hallier f.

## Cucurbitaceae(família de les carbasses i melons)
- Cayaponia ficifolia Cogn.
- Citrullus vulgaris Schrad. C.lanatus Nakai
- Cucumis Cucumis melo L.
- Cucumis sativus L.
- Cucurbita maxima Duchesne
- Cucurbita pepo L.
- Luffa cylindrica M.Roem.

## Cunoniaceae
- Eucryphia cordifolia Cav.
- Eucryphia lucida (Labill.)Baill.
- Lamonia speciosa (Cambess.) L.B.Sm.
- Weinmannia trichosperma Ruiz & Pav.

## Dilleniaceae
- Curatella americana L.
- Davilla rugosa Poir.

## Ebenaceae
- Diospyros kaki L.f.

## Elaeocarpaceae
- Crinodendron patagua Mol.

## Ericaceae(família del bruc)
- Arctostaphylos uva-ursi (L.) Spreng.
- Vaccinium angustifolium Ait.
- Vaccinium corymbosum L.
- Oxydendron arboreum Nearby

## Erythroxylaceae(família de la coca)
- Erythroxylum campestre A.St.-Hil.
- Erythroxylum suberosum A.St.-Hil.
- Erythroxylum tortuosum Mart.

## Escalloniaceae
- Escallonia montevidensis DC.

## Euphorbiaceae(família del ricí)
- Alchornea iricurana Casar.
- Alchornea triplinervia (Spreng.) Müll.Arg.
- Aleurites fordii Hemsl.
- Croton floribundus Spreng.
- Croton macrobothrys Baill.
- Croton salutaris Casar.
- Dalechampia humilis Müll.Arg.
- Euphorbia mellifera Seub.
- Euphorbia pulcherrima Willd. ex Klotzsch
- Julocroton triqueter Baill.
- Phyllanthus acidus (L.) Skeels
- Ricinus communis L.
- Sapium sebiferum (L.) Roxb.

## Faboideae(família de la fava)
- Andira inermis (Wright) DC.
- Amburana cearensis (= Torresea cearensis M.Allemão) (M.Allemão) A.C.Smith
- Anthyllis cytisoides (Albada) molt important com mel·lífera al País Valencià.
- Centrolobium robustum Mart. ex Benth.
- Dorycnium pentaphyllum (Botja d'escombres) molt important com a mel·lífera a la península Ibèrica.
- Gliricidia sepium (Jacq.) Steud
- Geoffraea spinosa Jacq.
- Machaerium acutifolium Vogel
- Machaerium scleroxylon Tul.
- Medicago sativa L.
- Melilotus alba Medik.
- Melilotus officinalis Lam.
- Myrocarpus frondosus M.Allemão
- Sweetia fruticosa var. fruticosa Spreng. (= Ferreirea spectabilis M.Allemão)

## Flacourtiaceae
- Aberia caffra Harv. et Sond.

## Salicaceae
- Banara parviflora Benth.
- Casearia decandra Jacq.
- Casearia sylvestris Sw.

## Hamamelidaceae
- Liquidambar styraciflua L.

## Iridaceae
- Crocus vernus (L.) Hill

## Lamiaceae(família de la farigola)
- Agastache foeniculum Kuntze
- Agastache nepetoides
- Eriope crassipes Benth.
- Hyptis brevipes Poit.
- Hyptis cana Pohl ex Benth.
- Hyptis nudicaulis Benth.
- Hyptis suaveolens Poit.
- Hyptis umbrosa Salzm. ex Benth.
- Lavandula spp. L.
- Leonurus cardiaca L.
- Leonurus sibiricus L.
- Monarda didyma L.
- Monarda fistulosa L.
- Nepeta cataria L.
- Nepeta × faassenii
- Nepeta mussinii Spreng. ex Henckel
- Nepeta siberica (= Nepeta macrantha, Dracocephalum sibiricum)
- Pycnanthemum tenuifolium Schrad.
- Pycnanthemum verticillatum Pursh var. pilosum (Nutt.) T.S.Cooperrider
- Pycnanthemum virginianum Trel. ex Branner et Coville
- Salvia splendens Ker Gawl.
- Stachys byzantina K.Koch
- Thymus Thymus vulgaris (farigola) serpyllum L.,
- Vitex sellowiana Cham.

## Lauraceae(família del llorer)
- Beilschmiedia berteroana (Gay) Kosterm.
- Nectandra cuspidata Nees et Mart. ex Nees
- Nectandra rigida Nees
- Persea americana Mill.
- Persea gratissima Gaertn.
- Ocotea kuhlmanni Vattimo
- Ocotea pretiosa Mez

## Lecythidaceae
- Cariniana legalis Kuntze
- Cariniana estrellensis Kuntze

## Liliaceae(família de l'all)
- Allium cepa L.
- Allium sativum L.
- Allium schoenoprasum L.
- Smilax medica Schltdl. et Cham.
- Smilax officinalis Griseb.

## Lythraceae
- Cuphea carthaginensis Macbride
- Cuphea ingrata Cham. et Schltdl.
- Cuphea linarioides Cham. et Schltdl.
- Cuphea mesostemon Koehne
- Heimia myrtifolia Hort.Berol. ex Cham. et Schltdl.
- Lafoensia pacari A.St.-Hil.
- Lagerstroemia indica L.

## Magnoliaceae
- Liriodendron tulipifera L.

## Malpighiaceae
Totes elles es troben en el neotròpic.
- Banisteriopsis campestris (A.Juss.) Little
- Banisteriopsis clausseniana (A.Juss.) W.R.Anderson et B.Gates
- Banisteriopsis gardneriana (A.Juss.) W.R.Anderson et B.Gates
- Banisteriopsis pubipetala (Juss) Cuatrec.
- Byrsonima crassa Nied.
- Byrsonima crassifolia L.Rich
- Byrsonima coccolobifolia Kunth
- Byrsonima intermedia A.Juss.
- Byrsonima subterranea Brade et Markgr.
- Byrsonima verbascifolia Rich. ex Juss.
- Heteropteris aceroides Griseb.

## Malvaceae(família de la malva)
- Dombeya rotundifolia (Hochst.) Planch.
- Pavonia malvaviscoides A.St.-Hil.
- Pavonia rosa-campestris A.St.-Hil.
- Pavonia speciosa Kunth

## Meliaceae
- Cedrela fissilis Vell.
- Cedrela odorata Vell.

## Mimosoideae
- Acacia farnesiana (L.) Willd.
- Acacia paniculata Willd.
- Acacia plumosa Mart. ex Colla
- Albizia polyantha (Spreng.f.) G.P.Lewis (= Pithecelobium multiflorum (Kunth)Benth.)
- Albizia polycephala (Benth.) Killip ex Record (= Pithecellobium polycephalum Benth.)
- Anadenanthera colubrina (Vell.) Brenan var. cebil (Griseb.) Altschul (= Anadenanthera macrocarpa (Benth.) Brean)
- Anadenanthera contorta (Benth.) Brenan
- Anadenanthera falcata Speg. (= Piptadenia falcata Benth.)
- Anadenanthera peregrina Speg.
- Calliandra dysantha Benth.
- Enterolobium contortisiliquum (Vell.) Morong
- Enterolobium gummiferum (Mart.) Macbride
- Inga affinis DC.
- Inga edulis Mart.
- Inga marginata Willd.
- Inga paterno Harms
- Inga sessilis Mart.
- Leucaena glauca Benth.
- Mimosa acutistipula Benth.
- Mimosa bimucronata Kuntze
- caesalpiniaefolia Benth.
- Mimosa laticifera Rizzini et N.F.Mattos
- Mimosa multipinna Benth.
- Piptadenia gonoacantha Benth.
- Piptadenia paniculata Benth.
- Pithecolobium avaremotemo Mart.
- Pithecolobium diversifolium Benth.
- Pithecolobium dumosum Benth. (= Chloroleucon dumosum (Benth.) G.P.Lewis)
- Pithecellobium inopinatum (Harms) Ducke
- Stryphnodendron adstringens (Mart.) Coville
- Stryphnodendron obovatum Benth.

## Myrsinaceae
- Rapanea ferruginea Mez (= Caballeria ferruginea Ruiz et Pav.)
- Rapanea lancifolia Mez
- Rapanea umbellata Mez

## Myrtaceae(família de la murtra)
- Amomyrtus meli (Phil.) D.Legrand & Kausel
- Campomanesia adamantium Blume
- Campomanesia crenata O.Berg
- Campomanesia guazumaefolia Blume
- Campomanesia pubescens O.Berg
- Campomanesia xanthocarpa O.Berg
- Corymbia citriodora (Hook.) K.D. Hill & L.A. Johnson
- Eucalyptus genus L'Her., specially the following species:

- Eucalyptus alba;
- Eucalyptus camaldulensis (This plant is usually an excellent choice for beekeeping.);
- Eucalyptus citriodora;
- Eucalyptus corymbosa;
- Eucalyptus drepanophylla;
- Eucalyptus globulus;
- Eucalyptus maculata;
- Eucalyptus melliodora;
- Eucalyptus microcorys;
- Eucalyptus oleosa (This plants is usually an excellent choice for beekeeping.);
- Eucalyptus paniculata;
- Eucalyptus citriodora;
- Eucalyptus redunca (This plant is is usually an excellent choice for beekeeping.);
- Eucalyptus scabra;
- Eucalyptus tereticornis;
- Eucalyptus triantha;
- Eucalyptus wandoo (This plant is usually an excellent choice for beekeeping.).

- Eugenia brasiliensis Lam.
- Eugenia caryophyllata Thunb. (= Syzygium aromaticum (L.) Merr. et Perry)
- Eugenia convexinervia D.Legrand
- Eugenia dombeyana DC.
- Eugenia dysenterica DC.
- Eugenia hyemalis Cambess.
- Eugenia multicostata D.Legrand
- Eugenia pyriformis Cambess.
- Eugenia uniflora L.
- Myrceugenia euosma (O.Berg) D.Legrand
- Myrcia rostrata DC.
- Myrciaria cauliflora (Mart.) O.Berg
- Myrciaria glomerata O.Berg
- Leptospermum scoparium J.R.Forst. & G.Forst.
- Luma apiculata (DC.) Burret
- Metrosideros umbellata Cav.
- Psidium araca Raddi
- Psidium cinereum Mart. ex DC.
- Psidium firmum O.Berg
- Psidium guajava L.

## Ochnaceae
- Ouratea castaneifolia (DC.) Engl.
- Ouratea floribunda Engl.
- Ouratea spectabilis Engl.
- Ouratea nana Engl.

## Oleaceae(família de l'olivera)
- Olea europaea L.
- Ligustrum imatophyllum
- Ligustrum japonicum Thunb.

## Oxalidaceae
- Averrhoa carambola L.

## Polygonaceae
- Antigonon leptopus Hook. et Arn.
- Fagopyrum sagittatum Gilib.
- Polygonum cuspidatum Siebold et Zucc.
- Polygonum punctatum Raf.

## Passifloraceae
- Passiflora haematostigma Mast.
- Passiflora pohlii Mast.

## Poaceae(Gramineae)
- Paspalum notatum Flüggé
- Saccharum officinarum L.
- Zea mays L.

## Proteaceae
- Banksia integrifolia L.f.
- Banksia sessilis (Knight) A.R.Mast & K.R.Thiele
- Gevuina (Molina) Gaertn.
- Grevillea banksii R.Br.
- Grevillea robusta A.Cunn. ex R.Br.
- Grevillea rosmarinifolia A.Cunn.
- Grevillea thelemanniana Hueg.
- Roupala brasiliensis Klotzsch
- Knightia excelsa R. Br.
- Roupala cataractarum Sleumer
- Roupala heterophylla hl
- Roupala montana Willd.
- Roupala tomentosa Pohl

## Rhamnaceae
- Hovenia dulcis Thunb.
- Rhamnus polymorpha (Reissek) Weberb.
- Zizyphus joazeiro Mart.

## Rosaceae(família de la rosa)
- Eriobotrya japonica (Thunb.) Lindl.
- Prunus amygdalus L.
- Prunus armeniaca L.
- Prunus avium (L.) L.
- Prunus domestica L.
- Prunus persica (L.) Batsch
- Pyrus communis L.

## Rubiaceae(família del cafè)
- Alibertia sessilis K.Schum.
- Borreria verticillata G.Mey.
- Borreria latifolia K.Schum.
- Borreria suaveolens G.Mey.
- Borreria verbenoides Cham. et Schltdl.
- Cephalanthus occidentalis L.
- Chinchona spp. L.
- Coffea arabica L.
- Coutarea hexandra (Jacq.) K.Schum.

## Rutaceae
- Citrus L., especialment les següents espècies:

- Citrus aurantifolia Swingle
- Citrus limonum Risso
- Citrus medica L.
- Citrus reticulata Blanco
- Citrus sinensis (L.) Osbeck

- Murraya paniculata (L.) Jack

## Salicaceae(família del salze)
- Salix amygdaloides Andersson
- Salix bebbiana Sarg.
- Salix caprea L.
- Salix discolor Muhl.
- Salix nigra arshall

## Sapindaceae
- Acer rubrum L.
- Acer saccharinum L.
- Acer spicatum Lam.
- Acer pseudoplatanus L.
- Cupania oblongifolia Mart.
- Cupania vernalis Cambess.
- Dodonaea viscosa Mart.
- Magonia pubescens A.St.-Hil.
- Matayba guianensis Aubl.
- Serjania erecta Radlk.
- Serjania grandifolia Sagot ex Radlk.

## Scrophulariaceae
- Buddleja brasiliensis Jacq.
- Scrophularia californica Cham. et Schltdl.

## Solanaceae(família de la patatera)
- Acnistus arborescens Schltdl.
- Acnistus cauliflorus Schott
- Solanum paniculatum L.

## Styracaceae
- Styrax camporum Pohl
- Styrax ferrugineus Nees et Mart.

## Sterculiaceae
- Guazuma ulmifolia Lam.
- Sterculia striata A.St.-Hil. et Naudin
- Dombeya natalensis Sond.
- Dombeya wallichii Benth. et Hook.f.
- Waltheria tomentosa (J.R. et G.Forst.) H.St.John

## Tamaricaceae
- Tamarix gallica L.

## Tiliaceae
- Luehea candicans Mart.
- Luehea divaricata Mart.
- Luehea grandiflora Mart.
- Luehea paniculata Mart.
- Luehea rufescens A.St.-Hil.
- Triumfetta semitriloba Jacq.

## Urticaceae(família de l'ortiga)
- Boehmeria caudata Sw.

## Verbenaceae
- Aegiphila lhotskiana Cham.
- Aegiphila tomentosa Cham.
- Aloysia virgata (Ruiz et Pav.) Juss. (= Lippia urticoides (Cham.) Steud.)
- Lantana camara L.
- Lantana lilacina Desf.
- Lantana trifolia L.
- Lippia alba N.E.Br. ex Britton et P.Wilson
- Lippia candicans Hayek
- Petrea subserrata Cham.
- Petrea volubilis L.
- Zapania citriodora Lam. (= Lippia citriodora (Lam.) Kunth)

## Vochysiaceae
Totes les plantes d'aquesta família són d'origen neotropical.
- Qualea grandifolia Mart.
- Qualea multiflora Mart.
- Qualea parviflora Mart.